# Géorgie (pays)
Cette page contient des caractères spéciaux ou non latins. S’ils s’affichent mal (▯, ?, etc.), consultez la page d’aide Unicode.
« République de Géorgie » redirige ici. Pour la république historique, voir République de Géorgie (1991-1992).
Pour les articles homonymes, voir Géorgie.
Géorgie
(ka) საქართველო / Sakartvelo
La Géorgie (en géorgien : საქართველო, Sakartvelo /sɑkʰɑrtʰvɛlɔ/ ), est un pays sur la côte est de la mer Noire dans le Caucase, situé à la fois en Europe de l'Est et en Asie de l'Ouest,,. Elle est considérée comme faisant culturellement, historiquement et politiquement parlant partie de l'Europe,,. Le pays est membre du Conseil de l'Europe, de l'OSCE, d'Eurocontrol, de la Coopération économique de la mer Noire et des GUAM. Elle espère devenir un jour membre de l'OTAN et de l'Union européenne, avec laquelle un accord d'association est conclu en 2014. À la suite de l'invasion russe de l'Ukraine, la Géorgie dépose officiellement sa candidature à l'Union européenne le 3 mars 2022, reconnue officiellement le 14 décembre 2023,.
L'histoire de la Géorgie remonte aux royaumes antiques de Colchide et d'Ibérie, qui furent ensuite unifiés. La Géorgie est l'une des premières nations à avoir adopté le christianisme comme religion officielle, au début du IVe siècle,; lors de la séparation des Églises d'Orient et d'Occident elle choisit de demeurer orthodoxe. Elle connaît son âge d'or au XIIe siècle, sous le règne de Tamar Ire. Confrontée tour à tour aux Romains devenus Byzantins, aux Perses, aux Mongols et aux Ottomans, la Géorgie est annexée au début du XIXe siècle par l'Empire russe sous le tzar Paul Ier, mais retrouve son indépendance de 1918 à 1921. Elle est ensuite annexée par la Russie soviétique en tant que république socialiste soviétique de Géorgie au sein de l'Union soviétique.
À la faveur de la dislocation de l'URSS, l'indépendance de la Géorgie est une nouvelle fois restaurée en 1991 mais les difficultés économiques s'aggravent et les guerres de restauration de l'URSS lui font perdre une partie de son territoire après les combats des années 1990 : si l'Adjarie redevient totalement géorgienne en 2004, en revanche l'Abkhazie et l'Ossétie du Sud proclament unilatéralement leur indépendance avec le soutien direct de la Russie. La révolution des Roses, en 2004, pacifique, et l'alternance démocratique, en 2012, non moins pacifique, conduisent le pays sur le chemin de la démocratie. Toutefois, au début des années 2020, le parti au pouvoir « Rêve géorgien », soutenu par la Russie, prend un tournant plus autoritaire.
Le pays couvre un territoire de 69 700 km2 dont 12 560 km2, soit environ 18 %, échappent à l'administration géorgienne depuis la deuxième guerre d'Ossétie du Sud en 2008. La Géorgie possède des frontières avec la Russie au nord, au nord-ouest et au nord-est, l'Arménie et la Turquie au sud, et l'Azerbaïdjan au sud-est. La population est de 3,7 millions d'habitants selon le recensement de novembre 2014.

## Étymologie
Les Géorgiens nomment leur terre, la Géorgie, Sakartvelo, se nomment eux-mêmes Kartvelebi (ქართველები) et appellent leur langue, le géorgien, kartuli (ქართული).
Plusieurs théories existent quant à l'origine de cette appellation :
- l'origine étymologique de Sakartvelo (littéralement : le pays des Géorgiens) viendrait le plus probablement de sa khartv-elo qui signifie « le pays des hommes originaires de Khaldi » (Khartvli, en vieux géorgien), c'est-à-dire la Chaldée, située en Mésopotamie[22] ;
- ce terme pourrait aussi venir de l'ancêtre mythique des Géorgiens, Karthlos, qui est considéré comme le père de la Géorgie, à l'origine du royaume de Kartlie-Ibérie ;
- une autre hypothèse avance que ces mots sont dérivés du mot ქართ (kart, en français : endroit fortifié[23]).

La dénomination française du pays, Géorgie, n'est pas dérivée de saint Georges — saint protecteur du pays — comme cela est parfois avancé, ni non plus dérivée du grec γεωργία (geōrgía), signifiant « agriculture » comme Jean Chardin l'avait affirmé dans le récit de son voyage au Caucase. Le nom est vraisemblablement dérivé de Gorj(i)], la dénomination persane des Géorgiens, qui est également la racine des mots turc Gürcü et russe Gruzin. La Géorgie est nommée گرجستان (Gordjestân) en persan, Gürcistan en turc, Грузия (Grouziia) en russe et גרוזיה (Grouzia) en hébreu. Le nom persan vient probablement de gorg (loup), qui est aussi l'origine du surnom du roi d'Ibérie Vakhtang Ier Gorgassali (Tête de loup), car les Anciens considéraient le Gourdjistan comme la Terre des loups.
Dans l'Antiquité, les habitants de l'actuelle Géorgie étaient dénommés les Ibères, du nom du royaume dans lequel ils vivaient, l'Ibérie, sans lien apparent avec la péninsule Ibérique. Malgré le questionnement des géographes de l'Antiquité et l'hypothèse de certains savants géorgiens[réf. nécessaire] estimant que les Ibériens du Caucase étaient les ancêtres des Ibériens de la péninsule, le nom caucasien d'Ibérie viendrait de celui de la ville géorgienne Sper, aujourd'hui İspir en Turquie[réf. nécessaire].
Les dénominations arméniennes pour Géorgien et Géorgie, respectivement Vir et Virq, viennent d'Ibérie avec la perte du « i » initial et son remplacement par le « w » ou le « v » du « b » d'Ibérie.

## Histoire

### De la Préhistoire à l'Antiquité

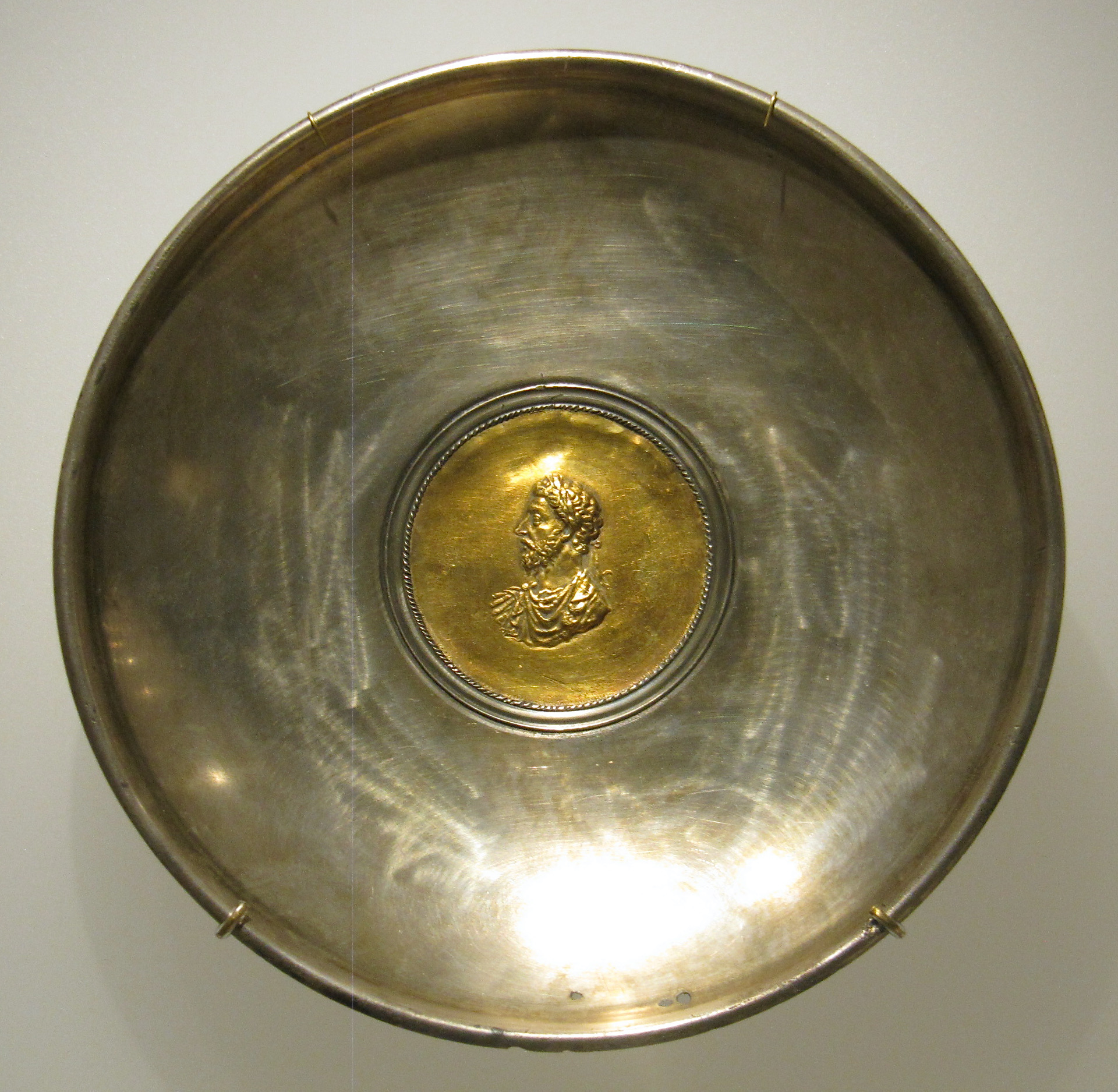
La patère de Marc Aurèle, un empereur romain, découverte en Géorgie.

Lors de fouilles paléontologiques effectuées à Dmanissi, dans le sud du pays, entre 1999 et 2001, des restes d'hominidés de l'espèce Homo georgicus datant d'environ 1,8 million d'années ont été trouvés.

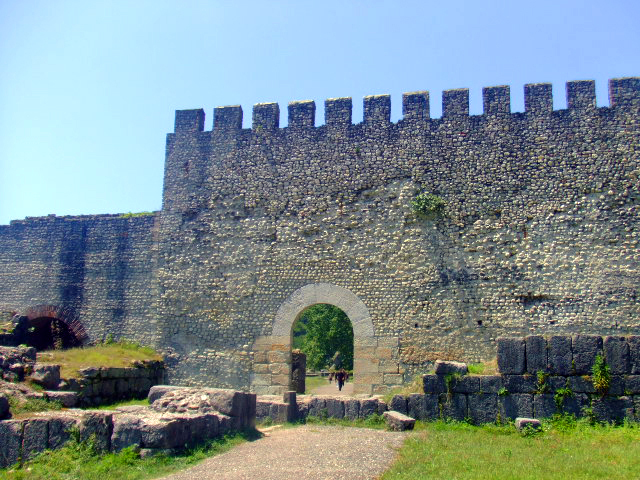
Archéopolis dans l'ouest de la Géorgie. Ce serait la ville d'Ea mentionnée par Strabon et Pline, et que Procope de Césarée appelle « la ».

De nombreuses civilisations, langues et religions se diffusent à travers le Caucase et le territoire géorgien qui se trouve dans une position de carrefour entre les puissances qui l'entourent. Les Scythes s'installent dans la région au VIe siècle av. J.-C., suivis par l'Empire perse (dynastie achéménide).
La rivière Koura, entre la mer Caspienne et la mer Noire, est un tracé secondaire de la route de la soie.
Durant la seconde moitié du IVe siècle av. J.-C., le macédonien Alexandre le Grand atteint à son tour les frontières de la Géorgie actuelle, mais n'intègre pas le Caucase, trop coûteux à soumettre, à son empire.
Au IIIe siècle av. J.-C., la Géorgie est divisée en deux : la Colchide occidentale, partiellement hellénisée est sous influence pontique tandis que l'Ibérie orientale est sous influence parthe (Arsacides). Alors que la Colchide devient une province romaine, puis byzantine en se christianisant, l'Ibérie s'émancipe des Parthes et se développe au point de rivaliser avec l'Arménie pour le contrôle du Caucase. La République romaine la vassalise jusqu'à l'invasion des sassanides au IIIe siècle.

### La Géorgie au Moyen Âge

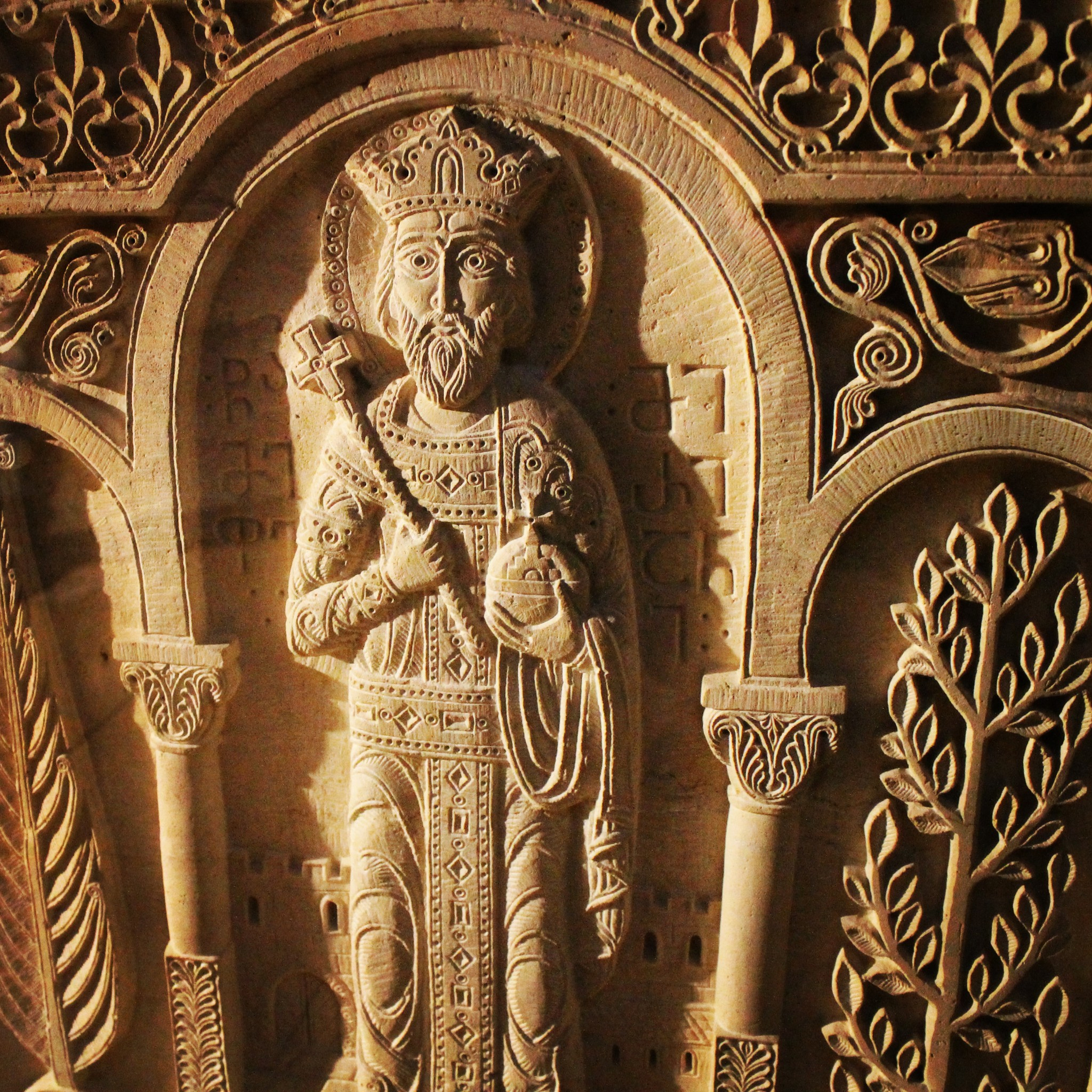
Sarcophage du roi Mirian III d'Ibérie dans la cathédrale de Samtavissi (XIe siècle).

La Géorgie orientale change considérablement au IVe siècle : durant la décennie 330, la Géorgie se convertit au christianisme apporté par sainte Nino de Cappadoce, une nonne de Jérusalem de la famille de Georges de Lydda qui convainc le roi Mirian III et son épouse d'abandonner la mythologie cartvèle (en). Dès lors, la culture géorgienne se développe à travers la chrétienté et atteint son apogée avec le règne de Vakhtang Ier Gorgassali, monarque vainqueur des Perses et des Grecs.
À la fin du Ve siècle, l'Ibérie et la Colchide s'allient, et tentent une première unification. Mais la mort du roi Vakhtang Ier, dans les années 580 profite à la Perse qui fait de la Géorgie orientale l'une de ses provinces. Une période trouble s'ensuit, la Géorgie est divisée à maintes reprises entre les Perses, les Byzantins, les Arabes et quelques princes locaux assez puissants pour reprendre provisoirement le titre de roi… et se combattre mutuellement, ce qui finalement profite aux invasions musulmanes abassides.
À la fin du IXe siècle, après la période difficile des invasions abassides du VIIe siècle, le prince de Tayk, Adarnassé IV, unifie la Géorgie orientale reçoit la couronne de « roi des Géorgiens » du « roi des rois » Smbat Ier d'Arménie, représentant de la branche aînée des Bagratides.

### Royaume de Géorgie

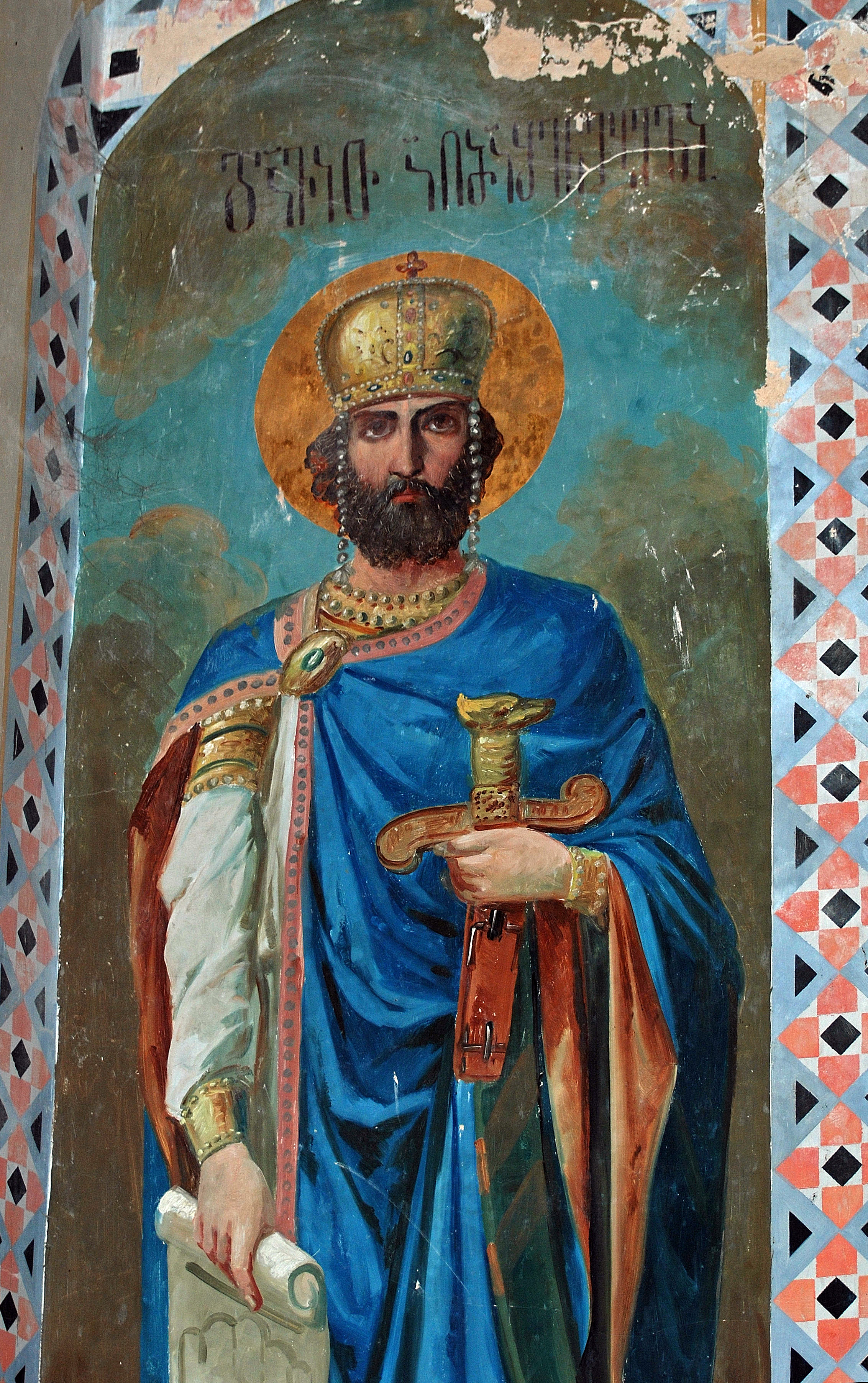
David IV, le roi de la Géorgie unifiée (fresque du monastère de Chio-Mgvime).

Au début du XIe siècle, le prince Bagration (descendant du premier roi des Géorgiens, Adarnassé IV), Bagrat III, unifie pour la première fois de son histoire la nation géorgienne, du royaume d'Abkhazie à celui de Kakhétie, rassemblant dans un unique État tous les pays partageant la même religion et la même culture que l'Ibérie. En quelques années, Bagrat III réussit par ailleurs à soumettre bon nombre de ses voisins, dont l'émirat musulman de Gandja. Dans un but politique, il se sépare de la tradition pro-byzantine de ses ancêtres et s'allie avec le Califat fatimide, musulman, contre Constantinople. Pour cette raison, la première moitié du XIe siècle est principalement illustrée par les nombreux conflits militaires entre le Royaume de Géorgie et l'Empire byzantin.

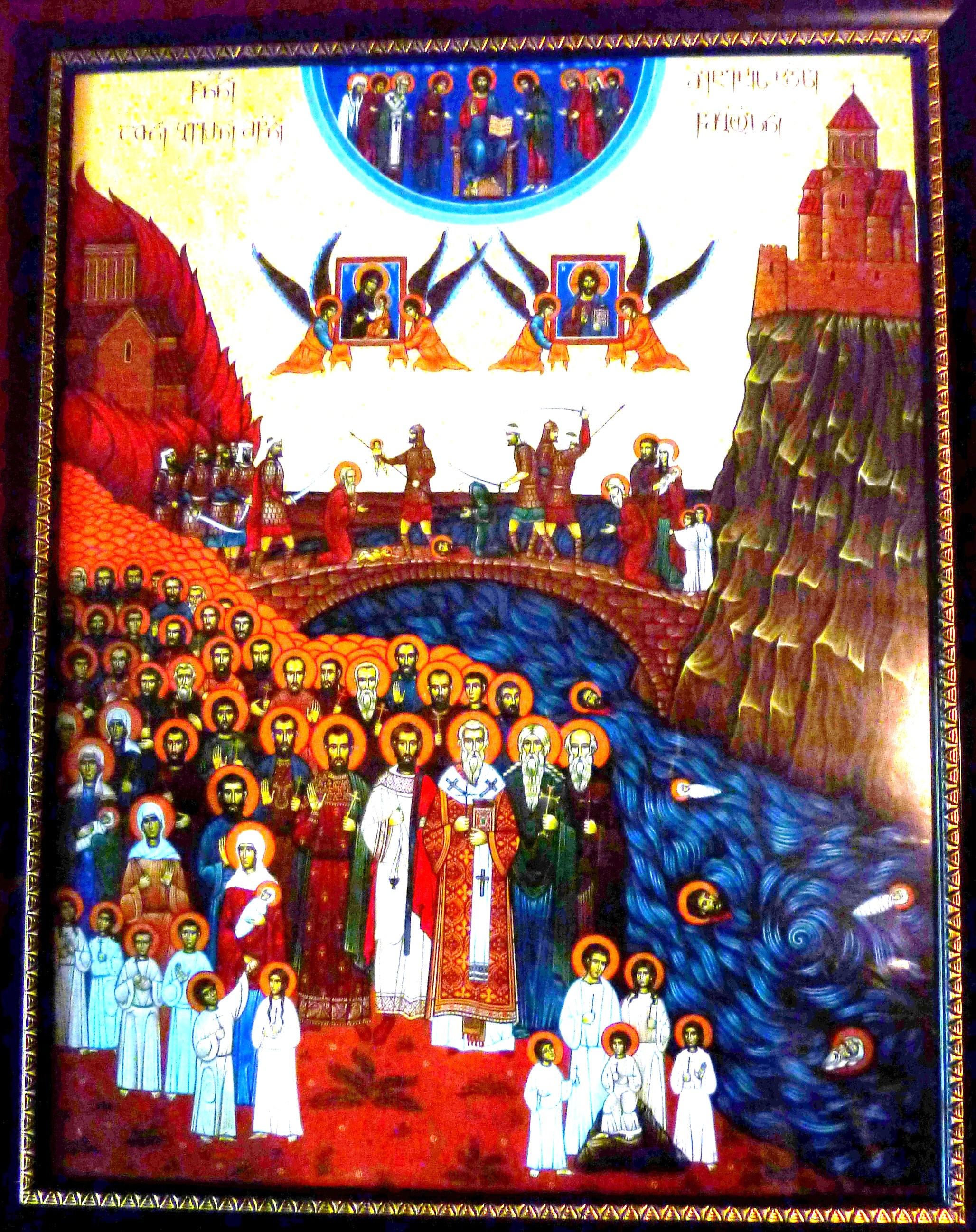
Chrétiens jetés dans la Koura par les Mongols car ils refusaient d'abjurer leur foi (cathédrale de Samtavissi).

À la fin des années 1040, le conflit cesse et laisse place à une autre guerre, cette fois entre Géorgiens et Seldjoukides, eux aussi musulmans. Elle éclate en 1048 : les forces alliées de la Géorgie et de Constantinople triomphent d'abord de l'Empire seldjoukide à la bataille de Kapetrou, engagent une « croisade géorgienne » en raison du caractère religieux du conflit, mais battent ensuite en retraite : les Seldjoukides s'emparent du centre de l'Anatolie en 1071 (bataille de Mantzikert) et dévastent ce pays, ainsi que l'Arménie et le territoire géorgien, jusqu'à la fin du XIe siècle.
À peine intronisé, le jeune roi David IV repousse les troupes de l'envahisseur, libère plusieurs régions situées entre la mer Noire et la mer Caspienne, et réalise la conquête de l'Arménie et de l'Alanie. Ses successeurs achèvent au début du XIIIe siècle la prise de contrôle du sud transcaucasien : le règne de la reine Tamar Ire constitue l'apogée du Royaume de Géorgie.
Mais des révoltes nobiliaires éclatent, et en 1223, les Mongols tengristes, apparus aux frontières du pays, n'ont aucun mal à vaincre la monarchie géorgienne. Durant la décennie 1270, bien qu'un royaume géorgien s'instaure en Colchide, le territoire géorgien sombre dans le déclin : les Timourides, puis les Turcomans succèdent aux Mongols. Après la chute de Trébizonde en 1461, la Géorgie se divise en trois entités, dernières monarchies chrétiennes de la région.

### Division
En 1478, Constantin II accède au trône géorgien après une période de guerre civile et de chaos intérieur. Une dizaine d'années plus tard, en 1490, un conseil national proclame la division officielle du Royaume de Géorgie, qui laisse place à trois entités : l'Iméréthie à l'ouest, dirigée par Alexandre II, la Karthlie au centre, qui reste aux mains de Constantin II, et la Kakhétie à l'est, qui revient au prince Alexandre Ier. À partir de cette période, les trois royaumes deviennent vassaux des Empires perse et ottoman, puissances musulmanes :
- la division profite aux États vassaux de la Ciscaucasie qui se proclament indépendants, mais les Ottomans les annexent, entourant désormais la totalité de la Géorgie occidentale ;
- l'Iméréthie sombre à son tour dans le chaos quand la noblesse réussit (notamment grâce à la conversion de plusieurs de ces nobles à l'Islam) à gagner en puissance. En un demi-siècle, l'Abkhazie, la Svanétie, la Mingrélie et la Gourie deviennent indépendantes de facto vis-à-vis de Koutaïssi : leurs monarques n'hésitent pas à se proclamer rois à leur tour ;
- les deux autres royaumes géorgiens, la Karthlie et la Kakhétie, sont sous une administration non moins instable. Les guerres civiles sont courantes et des tentatives d'unification par la force sont souvent organisées. Le Chah de Perse, qui n'est officiellement que le suzerain, nomme également le roi de ces provinces et a le pouvoir de les chasser quand ils sont jugés coupables d'insoumission : plusieurs monarques périssent dans le martyre, notamment en raison de leur foi chrétienne. Au XVIIe siècle, la dynastie de Moukhran accède au trône de Kartlie et une nouvelle période commence dans l'histoire de la Géorgie orientale. Les monarques de cette dynastie tentent de recréer un royaume unifié, réalisé par le roi Vakhtang V : il réussit à placer un temps sur les trônes de Kakhétie et d'Iméréthie ses propres enfants, mais ils en sont chassés quelques années plus tard sous la pression des Turcs.

Le XVIIIe siècle est une période d'éphémère renaissance pour la Géorgie. À l'ouest, les monarques d'Iméréthie ont réussi à regagner leur pouvoir héréditaire, tandis que la culture géorgienne se développe à l'est du pays, culture composée de tradition locale et d'influence persane. L'imprimerie est importée au début du siècle. Les premières relations avec le nouvel Empire russe (également chrétien orthodoxe) se développent : elles se renforcent et irritent la Perse séfévide, qui n'hésite pas à détrôner la dynastie de Moukhran pour placer des princes de Kakhétie sur le trône de Kartlie. Cela contribue notamment à la formation d'un nouveau royaume géorgien unifié dans les années 1760 dans l'est du pays.

### Entre annexion et indépendance

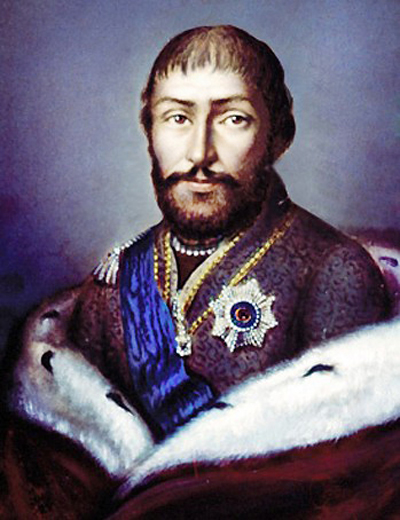
Georges XII, le dernier roi de Géorgie de 1798 à 1800.

En 1762, la Géorgie orientale est unifiée sous le sceptre du roi Héraclius II, qui fonde le Royaume de Kartl-Kakhétie, dans l'espoir de reconquête de l'indépendance perdue vis-à-vis de la Perse impériale. En 1783, il signe à Gueorguievsk un traité de protection et de coopération militaire bilatérale avec l'Empire russe de Catherine II, qui se pose désormais en suzeraine de la Géorgie. Toutefois, ce traité n'empêche pas l'Empire perse qadjar d'Agha Mohammad Chah de ravager le pays et de prendre la capitale, Tiflis, qui est complètement brûlée en 1795. Trois années plus tard, le roi Georges XII succède à son père et son court règne reconfirme le traité de Gueorguievsk ; à sa mort, en 1800, la Russie annexe le Royaume de Kartl-Kakhétie, qui devient une simple province de l'empire d'Alexandre Ier. La signature du traité de Golestan (1828) fait perdre définitivement à l'Empire perse toutes les villes du territoire géorgien, y compris celles situées sur la côte de la mer Noire.

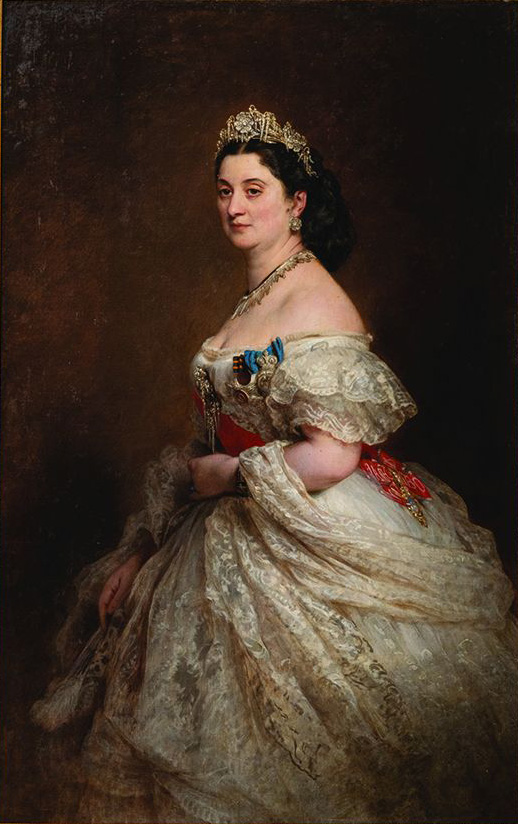
Catherine, la dernière princesse régnante de Mingrélie.

Antérieurement au traité, l'Empire russe a déjà annexé l'émirat de Gandja en 1813 et le khanat d'Erevan en 1828, et sa conquête du Caucase se poursuit avec l'Iméréthie : après une courte guerre, le roi Salomon II est arrêté et extradé vers l'Empire ottoman. Toutes les principautés géorgiennes indépendantes (Abkhazie, Svanétie, Moukhran…), sont peu à peu annexées. Le pouvoir tsariste de Saint-Pétersbourg crée alors la vice-royauté du Caucase, subdivisée en gouvernat (dont celui de Géorgie-Iméréthie) avec pour capitale administrative Tiflis.
La période d'annexion russe est d'abord une période de combat et de rébellion, mais aussi de développement de la société et de la culture géorgienne. Les églises sont restaurées, des écoles sont créées et la littérature géorgienne accède à son apogée, notamment grâce aux écrivains Ilia Tchavtchavadzé et Akaki Tsereteli dont les œuvres sont aujourd'hui des références.
Durant le XIXe siècle, si la culture transcaucasienne se réoriente vers le christianisme orthodoxe (se séparant de la tradition persane qui a dominé le pays durant près de cinq siècles), le réveil des nationalités gagne la Géorgie comme les autres pays de l'Europe, les idées progressistes trouvent écho auprès des jeunes aristocrates géorgiens. Malgré l'émancipation des serfs appliquée en Géorgie en 1865, les révoltes paysannes se multiplient devant la difficulté de la vie. La mort controversée du prince Dimitri Kipiani en 1887 fait également éclater des manifestations antirusses.
Au début du XXe siècle, deux mouvements de pensée se partagent l'opposition au régime tsariste, le mouvement social-fédéraliste géorgien tenant d'une autonomie géorgienne au sein de l'entité russe (il donnera naissance en 1918 au parti national-démocrate résolument indépendantiste) et le mouvement social-démocrate géorgien, marxiste, pour qui la démocratisation géorgienne ne pourra s'effectuer qu'en concert avec la démocratisation russe (il donne naissance en 1904 à la tendance bolchévique, minoritaire dans le Caucase et partisane de la dictature du prolétariat et à la tendance menchevique, majoritaire dans le Caucase, et partisane d'un régime parlementaire).

### République démocratique de Géorgie

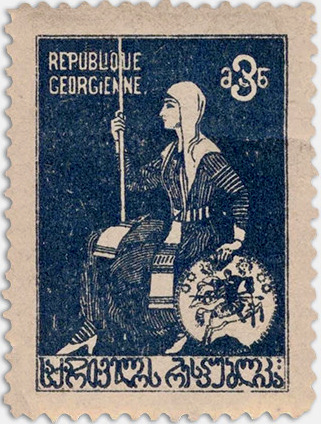
République géorgienne - une inscription en français sur un timbre postal géorgien, 1920.

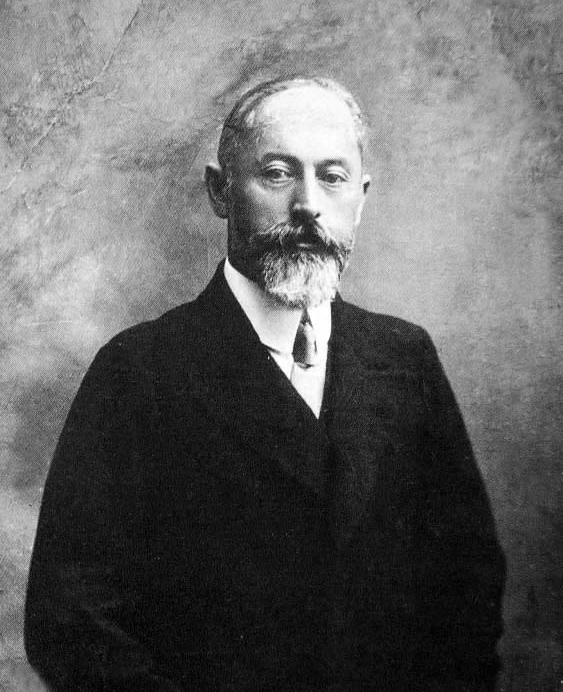
Noé Jordania proclame l'indépendance de la Géorgie le 26 mai 1918.

En novembre 1917, après la révolution russe d'octobre, les pays transcaucasiens refusent de reconnaître l'autorité du pouvoir bolchévique de Petrograd : la présidence du Haut Commissariat à la Transcaucasie est confiée à Evguéni Guéguétchkori(ancien député menchevique représentant la Géorgie à la Douma russe). Le 10 février 1918, une Assemblée parlementaire transcaucasienne, dite Sejm, présidée par Nicolas Tcheidze(ancien président menchevique du Comité exécutif du Soviet de Petrograd, de février à octobre 1917) confirme Evguéni Guéguétchkori dans ses fonctions. Le 9 avril, la Sejm proclame l'indépendance de la république démocratique fédérative de Transcaucasie et confie la responsabilité de son exécutif à Akaki Tchenkéli (Akaki Tchkhenkéli), ancien député menchevique représentant la Géorgie à la Douma russe.
La cohabitation des trois peuples sud-caucasiens - arménien, azerbaïdjanais et géorgien - se heurte aux sentiments nationalistes : à peine un mois plus tard, (le 26 mai 1918), l'indépendance de la république démocratique de Géorgie est proclamée au nom de tous les partis par Noé Jordania porte-parole du Conseil national géorgien (ancien président menchevique du Soviet de Tiflis et l'un des leaders du Parti ouvrier social-démocrate géorgien). Deux jours plus tard, l'Arménie et l'Azerbaïdjan proclament leur indépendance à leur tour.

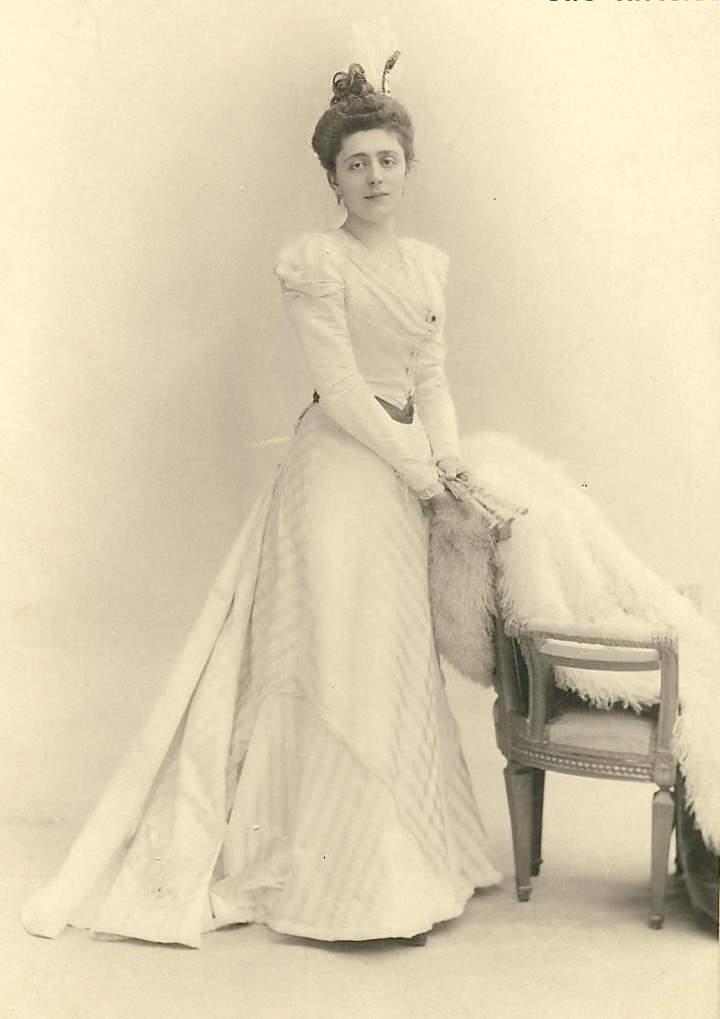
Elizabeth Orbeliani, la première femme professeur de la Géorgie, 1918.

Nicolas Tcheidze devient président de l'Assemblée parlementaire provisoire de la république démocratique de Géorgie, Noé Ramichvili premier président de gouvernement et Noé Jordania deviendra 2e et le 3e présidents de gouvernement. L'État géorgien peut renaître. Une constitution moderne est alors créée, la reconstruction nationale est entreprise et de multiples réformes sont mises en œuvre afin d'acheminer la Géorgie vers la démocratie.

La situation géopolitique de la Géorgie du moment, en conflit grandissant avec la Turquie, lui font solliciter la protection des forces des empires centraux d'Allemagne et d'Autriche-Hongrie : les troupes allemandes débarquent à Batoumi (juin-octobre 1918), une des villes qui sera plus tard promise par le pouvoir bolchévique à l'Empire ottoman.
La fin de la Première Guerre mondiale change la situation : l'armée britannique prend le relais provisoirement de l'armée allemande. Entre 1918 et 1921, la Turquie, l'Arménie et l'Azerbaïdjan entrent en conflit pour des questions frontalières, la Russie pour des questions plus existentielles[C'est-à-dire ?]. En mai 1920, le gouvernement bolchévique russe de Moscou signe un traité de paix avec le gouvernement social-démocrate géorgien de Tbilissi. En janvier 1921, les alliés de la Triple-Entente reconnaissent de jure la république démocratique de Géorgie. Malgré une coopération déclarée et une reconnaissance mutuelle de la part de la Russie soviétique, et malgré la reconnaissance internationale de l'indépendance géorgienne, l'Armée rouge envahit le territoire géorgien en février 1921 et met fin à la république démocratique de Géorgie en mars 1921. La classe politique et la classe militaire émigrent, pensant pouvoir reconquérir le pays de l'extérieur à travers leur gouvernement en exil.

### République socialiste de Géorgie et république socialiste fédérative soviétique de Transcaucasie
Après l'invasion soviétique, la république socialiste soviétique de Géorgie est proclamée. Il y a alors un bras de fer entre les différentes factions de Moscou dirigées par Lénine et Staline, durant l'Affaire géorgienne des années 1920, qui mène également à la perte de près d'un tiers des territoires géorgiens au profit de ses différents voisins. En décembre 1922, l'URSS est proclamée et la RSG devint une des trois républiques de la République socialiste fédérative soviétique de Transcaucasie, dissoute à son tour en 1936.

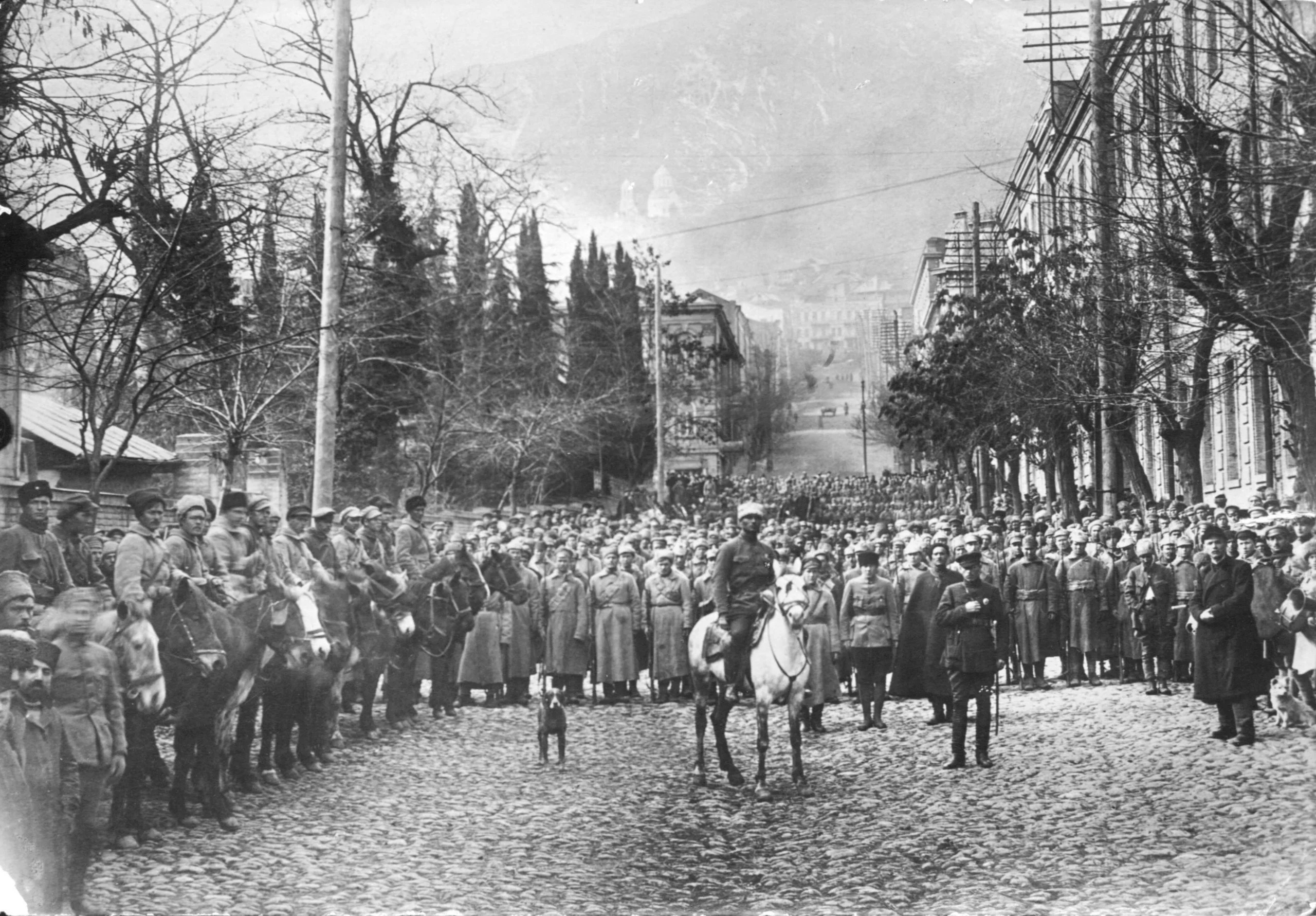
Entrée de l'Armée rouge à Tbilissi le 25 février 1921.

En 1927, Staline arrive à la tête de l'Union soviétique après avoir procédé à des éliminations politiques. À partir de cette époque, la destinée de la Géorgie change. En effet, le dictateur soviétique était né sous le nom de Joseph Djougachvili à Gori, en Géorgie et c'est notamment pour cette raison que le statut de la région change considérablement. Dans les années 1930, après avoir supprimé toute opposition anticommuniste, le gouvernement de Moscou fait de la Géorgie un lieu de détente pour l'intelligentsia soviétique. Puis, peu à peu, la contrée se développe et après la Seconde Guerre mondiale, plusieurs dirigeants du monde (dont Georges Pompidou, Fidel Castro…) visitent le pays. À la mort de Staline en 1953, son successeur Nikita Khrouchtchev entame une politique consistant à supprimer le culte de la personne de l'ancien chef d'État. Pour cette raison, plusieurs manifestations et révoltes éclatent à Tbilissi, et chacune d'entre elles est brutalement réprimée. Bientôt, une opposition se développe et, à partir des années 1970, un fort sentiment nationaliste. Lors de la tragédie du 9 avril 1989, une manifestation anti-soviétique est violemment dispersée par l'armée, menant à la démission du gouvernement. En 1990, la RSS de Géorgie est dissoute et remplacée par le Conseil suprême.

### Période post-soviétique

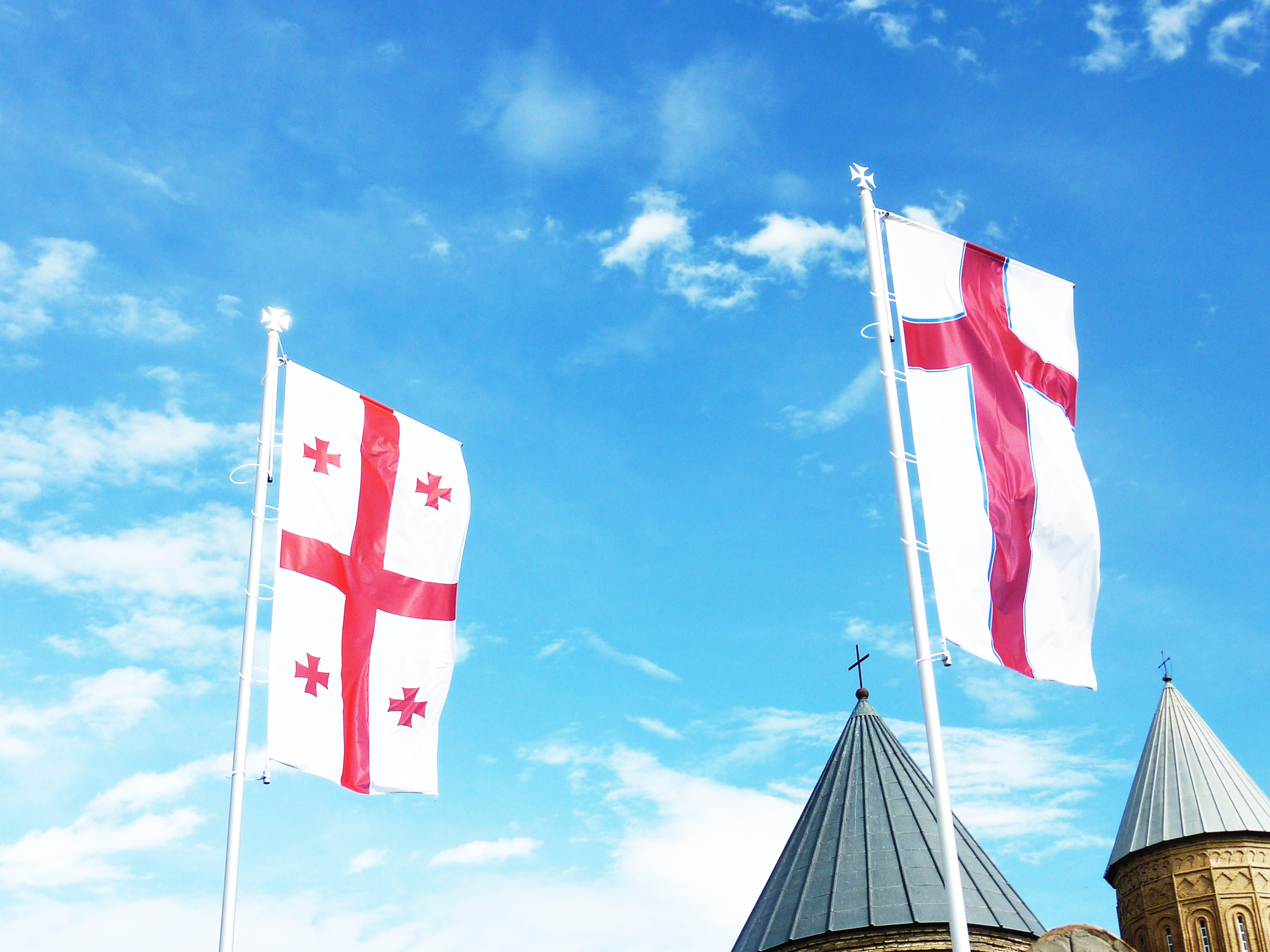
Les deux drapeaux géorgiens : celui de l'État et celui de la religion chrétienne géorgienne, à l'entrée du monastère d'Alaverdi.

La Géorgie proclame son indépendance le 9 avril 1991 et nomme comme chef d'État Zviad Gamsakhourdia. Or, quelques mois seulement après son arrivée au pouvoir, une opposition se développe contre son régime, jugé trop autoritaire. Entretemps, le gouvernement profite de cette situation pour supprimer l'autonomie de l'oblast d'Ossétie du Sud qui est intégrée à la région de Mtskheta-Mtianétie. Cette action pousse les autochtones ossètes à se rebeller contre le gouvernement et des affrontements militaires font des dizaines de morts jusqu'à la fin de l'année. Finalement, les troupes nationales perdent le contrôle du conflit quand les séparatistes, soutenus par la Russie, proclament leur indépendance le 28 novembre.

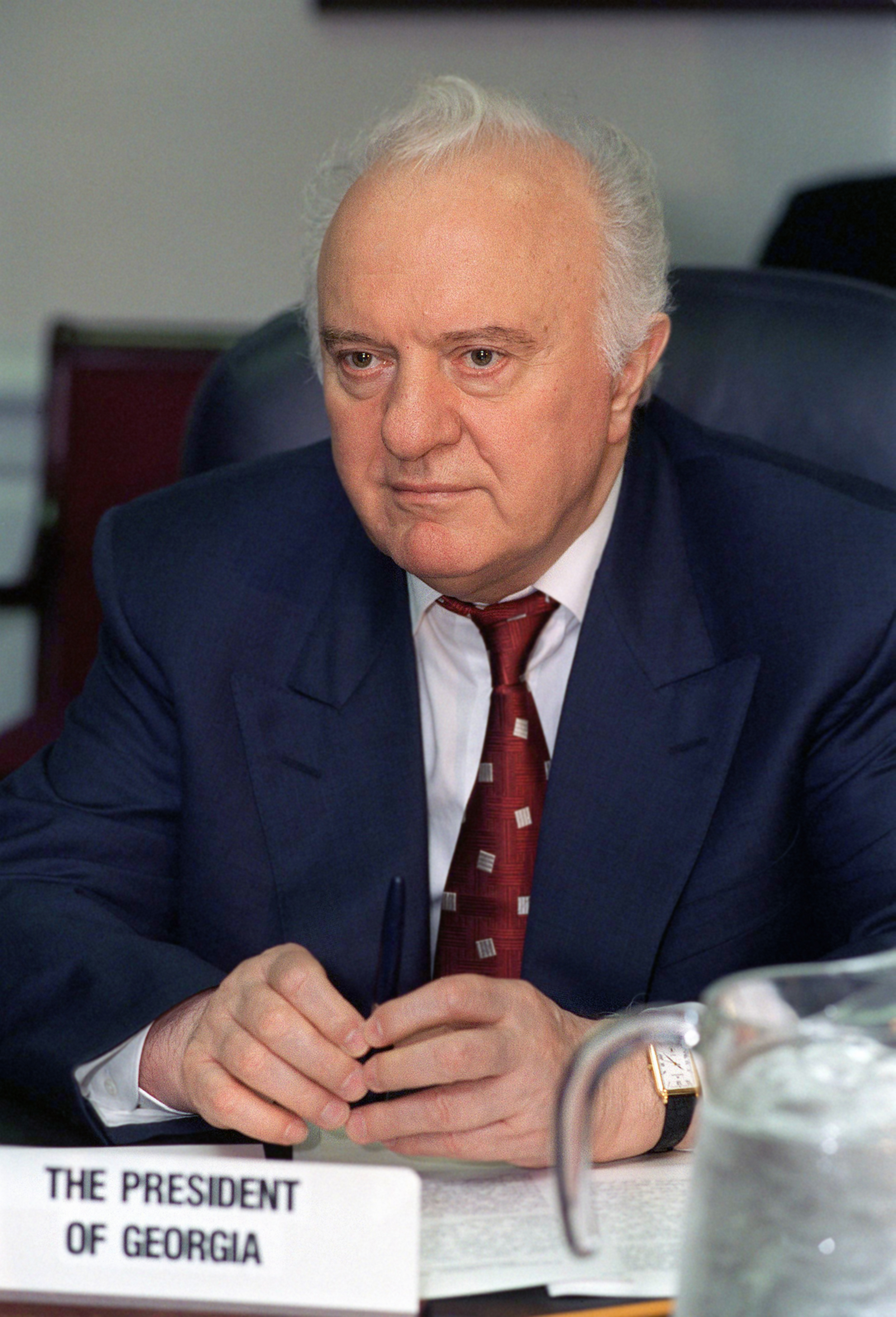
Edouard Chevardnadze, chef d'État de la Géorgie de 1992 à 2003.

Plus tard dans l'année, les membres de l'opposition s'arment quand le commandant limogé de la Garde nationale Tenguiz Kitovani rejoint le camp anti-Gamsakhourdia. À la fin du mois de décembre 1991, ils commencent le siège du Parlement qui est pris le 6 janvier 1992, date du coup d'État qui amène l'exil du président Gamsakhourdia chez ses voisins caucasiens. À ce moment, un Conseil d'État est formé et l'ancien chef du parti communiste géorgien Edouard Chevardnadze est choisi pour chef du Conseil intérimaire. Celui-ci poursuit la guerre en Ossétie du Sud et, au lieu d'atténuer les conflits séparatistes, envoie des troupes géorgiennes en Abkhazie pour réprimer les nationalistes qui virent à leur tour vers le sécessionnisme. Mais Tbilissi se heurte à une opposition armée, soutenue logistiquement par la Russie. En un peu plus d'une année, la guerre est gagnée par les séparatistes qui déclarent à leur tour leur indépendance et se livrent à un nettoyage ethnique des Géorgiens présents sur leur territoire. À la suite de cette défaite, Tbilissi tente de se rapprocher politiquement de la Russie qui lui accorde une aide militaire pour combattre les nouveaux opposants menés par Gamsakhourdia, qui avait établi un gouvernement en exil à Zougdidi. Par la suite, en novembre 1993, cette ville est prise par les autorités géorgiennes et, un mois plus tard, Zviad Gamsakhourdia est retrouvé mort dans le village de Khiboula.
La défaite du nouveau gouvernement géorgien face aux séparatistes fait monter leur impopularité chez le peuple dont une partie continua à se battre en l'honneur de Gamsakhourdia. En 1995, de nouvelles élections sont organisées et, à la suite de celles-ci, le Conseil d'État est dissous et Édouard Chevardnadzé devient président de la République. Sa présidence est notamment caractérisée par une longue crise économique qui attise l'ire de plusieurs membres du gouvernement soutenus par les capitalistes occidentaux. En 2000, il est réélu à la présidence de la République mais ne peut empêcher la formation de plusieurs partis d'opposition. Par une dernière tentative, il essaya d'orienter sa politique en direction de l'Occident, notamment en concluant une alliance militaire avec les États-Unis, mais en novembre 2003, le peuple se révolte et mène la révolution des Roses qui aboutit à la destitution de Chevardnadzé. Un gouvernement intérimaire est alors constitué et en janvier 2004, Mikheil Saakachvili est élu à la présidence.

### XXIesiècle

#### 2004

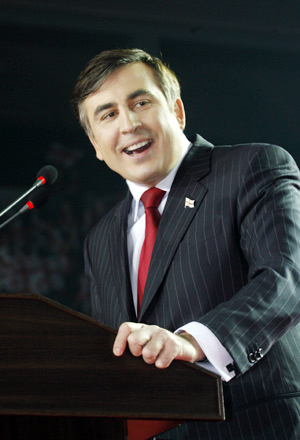
Mikheil Saakachvili, président de 2004 à 2013.

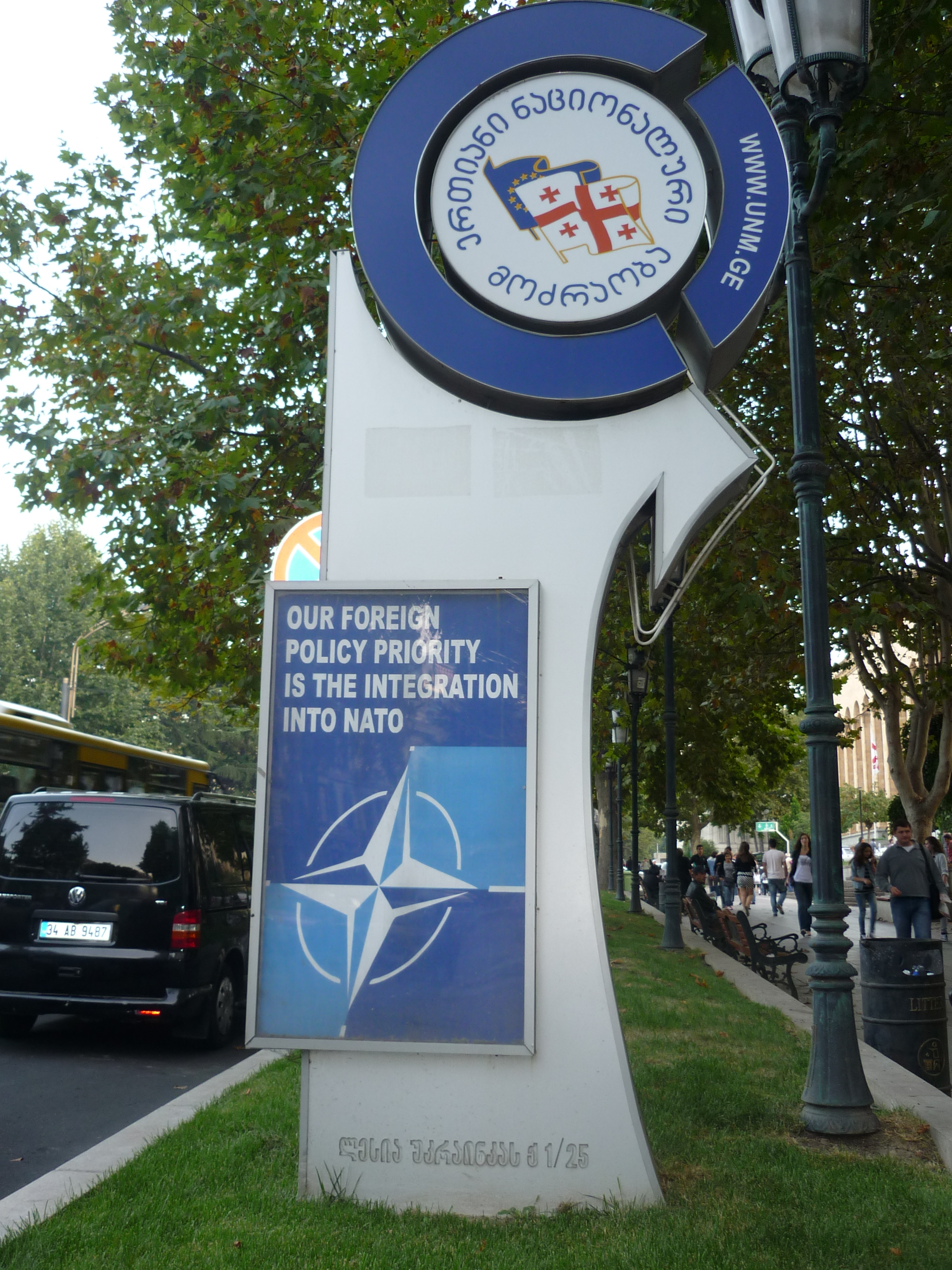
Symbole de la demande d'intégration dans l'OTAN affiché avenue Roustaveli, à Tbilissi, devant le Parlement.

Mikheil Saakachvili est président de la Géorgie de janvier 2004 à octobre 2013, mais il doit céder la Primature en octobre 2012 à son opposant Bidzina Ivanichvili.
Saakachvili entame une ouverture économique et conclut des alliances afin de redresser la situation financière. Il met en œuvre une politique pro-occidentale, considérant que la menace russe est forte, et demande adhésion à l'OTAN. Il parvient à reprendre le contrôle de la région d'Adjarie, en poussant son président Aslan Abachidze à l'exil en Russie. Il parvient à faire évacuer les bases militaires russes d'Akhalkalaki, de Batoumi et de Tbilissi. La situation des régions sécessionnistes, Abkhazie et Ossétie du Sud, reste inchangée, les déclarations unilatérales d'indépendance ne sont pas reconnues sur le plan international. Les échecs des tentatives de réunification du pays entraînent de nombreuses manifestations en novembre 2007 : Mikheil Saakachvili démissionne un mois plus tard pour participer à l'élection présidentielle anticipée du 5 janvier 2008, qu'il remporte avec un score inférieur à celui de janvier 2004.
À partir de cette date, les affrontements militaires entre les séparatistes abkhazes et sud-ossètes et les forces géorgiennes se multiplient. Dans la perspective de rétablir le contrôle sur les deux régions, Mikheil Saakachvili décide le 8 août 2008 d'un assaut sur Tskhinvali, la capitale de l'Ossétie du Sud, visant les points stratégiques défendus par un bataillon russe. Six régiments, deux bataillons et des forces spéciales de la fédération de Russie, massés au Nord Caucase pour des exercices, franchissent le tunnel de Roki et répliquent le 9 août avec l'appui de forces aériennes : l'armée géorgienne est neutralisée et se replie sur Tbilissi, une partie du territoire géorgien est occupée à partir de l'Abkhazie (où d'autres forces russes ont débarqué) et de l'Ossétie du Sud. Cette deuxième guerre d'Ossétie du Sud s'achève deux semaines plus tard, mais reste un sujet de forte tension : Moscou reconnaît fin août 2008 l'indépendance des deux régions sécessionnistes qui procèdent à des agrandissements de territoire. Elles sont également reconnues par le Nicaragua un mois plus tard, le Venezuela et Nauru un an plus tard, Tuvalu trois ans plus tard.
Le 28 août 2008, le Parlement géorgien déclare l'Abkhazie et l'Ossétie du Sud « territoires sous occupation russe ». Le 29 août 2008, la Géorgie rompt toute relation diplomatique avec la fédération de Russie ; le gouvernement suisse accepte de représenter les intérêts de la Géorgie à Moscou via une section particulière. La frontière russo-géorgienne est fermée, un seul point sera rouvert en mars 2010, celui de Kazbegui-Zemo Larsi, sur la Route militaire géorgienne. Le nombre de réfugiés intérieurs, évalué lors des conflits des années 1990 entre 200 et 300 000, est cette fois estimé entre 20 et 30 000.

#### Depuis 2012

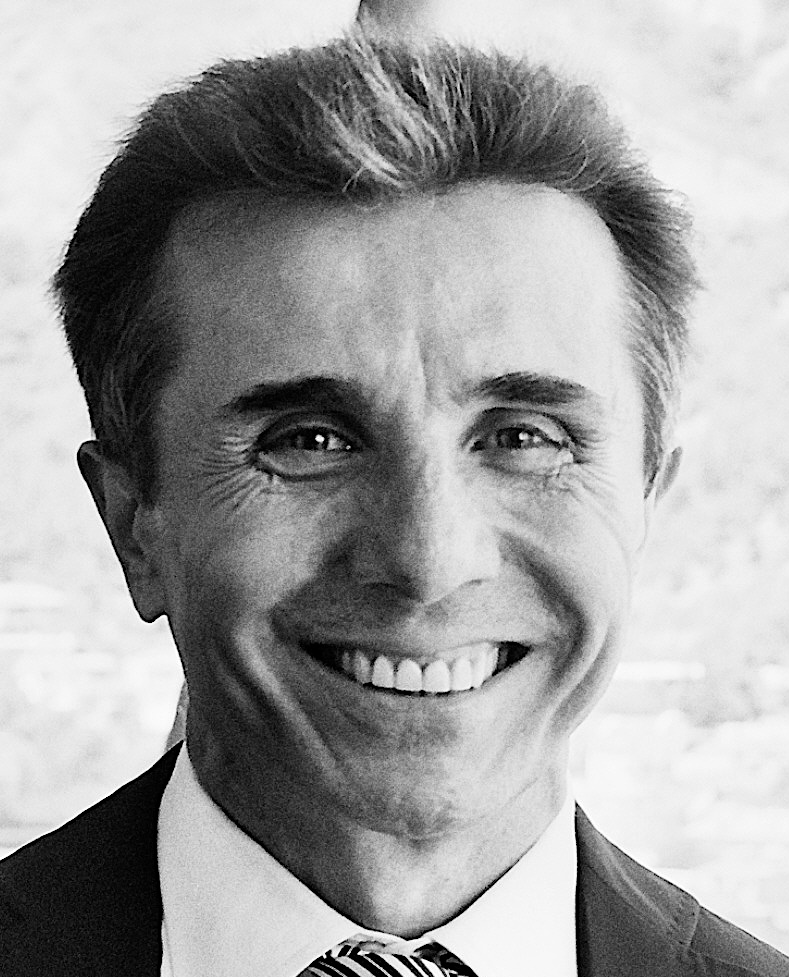
Bidzina Ivanichvili, Premier ministre de 2012 à 2013.

L'échec de cette tentative de reconquête, la dégradation de l'économie (due à la crise mondiale mais aussi à la situation nationale) et les entraves à la liberté d'expression (réelles ou supposées) conduisent l'opinion publique à se tourner vers l'opposition. Le 19 septembre 2012, durant la campagne des élections législatives, une vidéo rend publics les mauvais traitements infligés dans les prisons. Le 1er octobre 2012, le scrutin donne la majorité aux opposants coalisés dans un mouvement intitulé le Rêve géorgien, conduit par le milliardaire Bidzina Ivanichvili. Ce dernier devient Premier ministre avec des pouvoirs accrus comme le prévoient les amendements à la constitution votés antérieurement. Bien que beaucoup d'anciens ministres soient poursuivis, et parfois emprisonnés par une justice loin d'être indépendante, il assure une alternance pacifique et prépare une nouvelle gouvernance du pays par la mise en place de nouvelles équipes. Comme il l’avait annoncé, il quitte ses fonctions officielles après une année d'exercice. Le 16 mai 2012, le Parlement de Géorgie déménage de Tbilissi à Koutaïssi, la deuxième ville du pays, et la nouvelle majorité s'y installe. Le 27 octobre 2013, Guiorgui Margvelachvili, candidat du Rêve géorgien, remporte l'élection présidentielle, battant le candidat du Mouvement national uni, Davit Bakradze, soutenu par Mikheil Saakachvili.
Irakli Garibachvili devient Premier ministre et engage une politique étrangère en continuité avec celle des gouvernements précédents (intégration euro-atlantique notamment) mais évitant toute agressivité vis-à-vis de la fédération de Russie. Il adopte aussi une politique économique moins libérale que précédemment mais qui ne permet pas d'enrayer le chômage et l'émigration. La Turquie et l'Azerbaïdjan consolident leurs positions de premiers partenaires du pays.

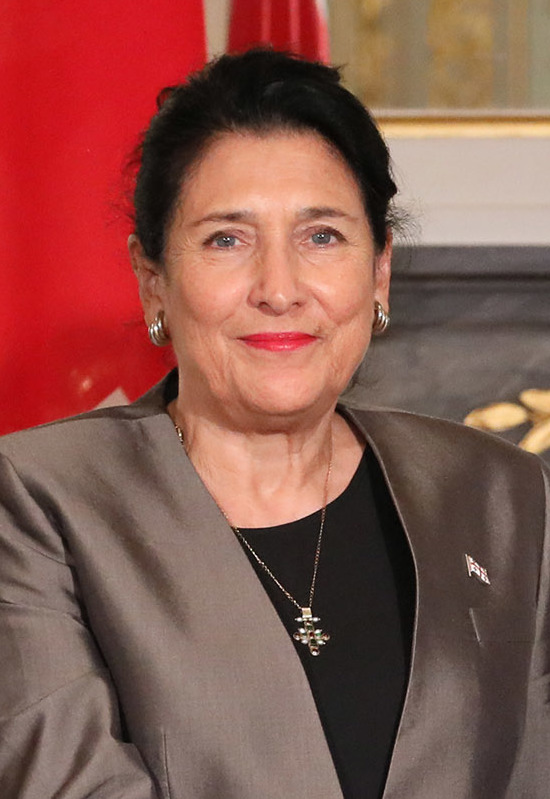
Salomé Zourabichvili, présidente de la République élue en 2018.

Le 24 juin 2014, la Géorgie signe un accord d'association avec l'Union européenne : cet accord prévoit la mise en place d'une zone de libre-échange, mais retarde la libéralisation des visas. En novembre 2015, face aux attentats terroristes de Paris, la Géorgie exprime sa solidarité avec la France, plus particulièrement son Premier ministre, francophone[précision nécessaire]  qui a étudié à la Sorbonne. Démissionnaire en décembre 2015, Garibachvili est remplacé par Giorgi Kvirikachvili puis par Mamouka Bakhtadze en 2018.
La Géorgie devient pays observateur au sein de l'Organisation internationale de la francophonie en novembre 2004 au sommet de Ouagadougou. Elle est observatrice associée de la Communauté des pays de langue portugaise (CPLP) en juillet 2014 lors du sommet de Dili.
Le 28 novembre 2018, Salomé Zourabichvili est élue présidente de la République, sans étiquette mais avec le soutien du parti Rêve géorgien, avec 59,2 % des voix.
Le 2 mars 2022, la Géorgie annonce, via sa présidente Salomé Zourabichvili, vouloir rejoindre au plus vite  l'Union européenne en raison de l'invasion de l'Ukraine par la Russie, et compte tenu des tensions qui existent avec la Russie. La présidente de la Commission européenne, Ursula von der Leyen, ne se prononce pas par rapport à cette demande, alors qu’elle avait réagit positivement à la demande de l’Ukraine portée par Volodymyr Zelensky.
D'après une première estimation, 30 000 Russes, critiques envers Poutine, auraient rejoint la Géorgie à la suite du déclenchement de la guerre en Ukraine, aucun visa n'étant exigé. Cette forte immigration n'est pas toujours la bienvenue,.
Interrogée le 12 novembre 2022 sur France Inter, Salomé Zourabichvili, présidente de la République, réaffirme le soutien de son pays à l’Ukraine. Elle fait état de 700 000 Russes ayant émigré en Géorgie après la mobilisation de septembre 2022. La plupart ont seulement transité vers d’autres pays mais elle estime que 100 000 exilés, généralement d’un bon niveau d’étude, sont restés dans la république.
En 2024, des tensions apparaissent entre le Premier ministre Irakli Kobakhidze plutôt anti-européen, voire pro-russe, et la présidente Zourabichvili pro-européenne, notamment en désaccord à propos d'un projet de loi passé le 14 mai 2024 sur l'ingérence étrangère. Ce projet déclenche aussi de nombreuses manifestations,,, en raison de la crainte de voir renforcée l'influence russe, au détriment du processus d'adhésion à l'Union Européenne,.
Le 30 novembre 2024, la présidente Salomé Zourabichvili,  qui considère que les élections législatives ayant porté au pouvoir le Rêve géorgien de Bidzina Ivanichvili ont été entachées de fraudes, déclare que le Parlement n’a aucune légitimité pour désigner son successeur et annonce rester à son poste à l’issue de son mandat (fin 2024) dans l'attente de nouvelles élections, que le Premier ministre se refuse à organiser.

## Géographie
La Géorgie est située sur la ligne de division entre l'Europe et l'Asie, dans la région du Caucase. Bien que son territoire soit majoritairement au sud du Grand Caucase, elle est généralement considérée comme faisant partie culturellement et historiquement de l'Europe.

### Géographie physique

Carte topographique de la Géorgie.

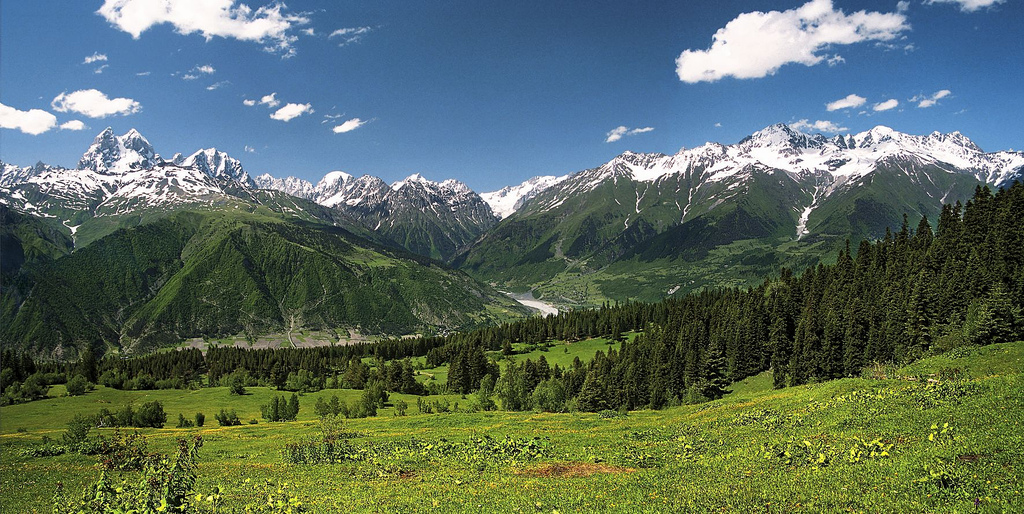
Svanétie, une province historique dans le nord-ouest du pays.

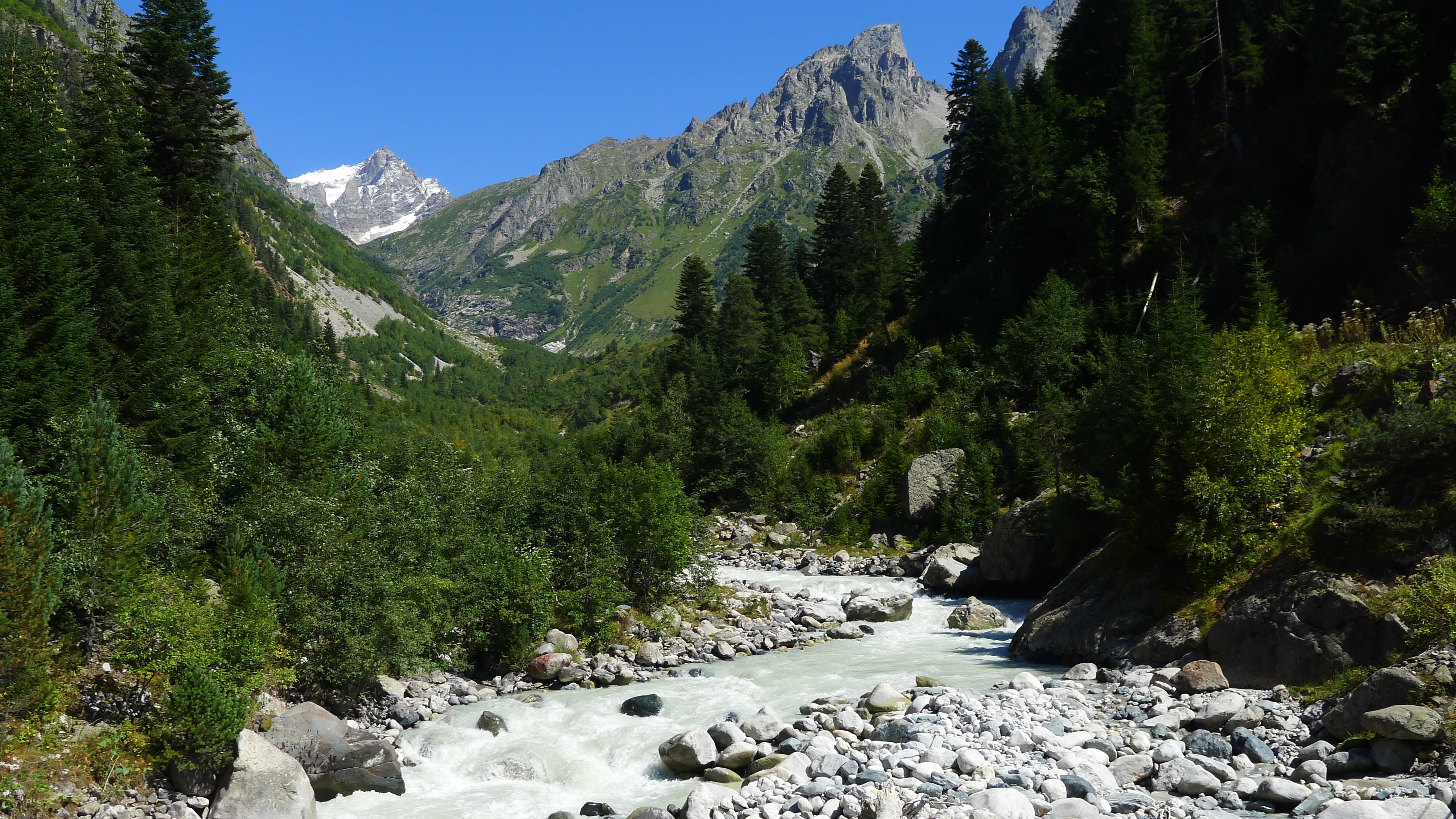
Une petite rivière en Géorgie.

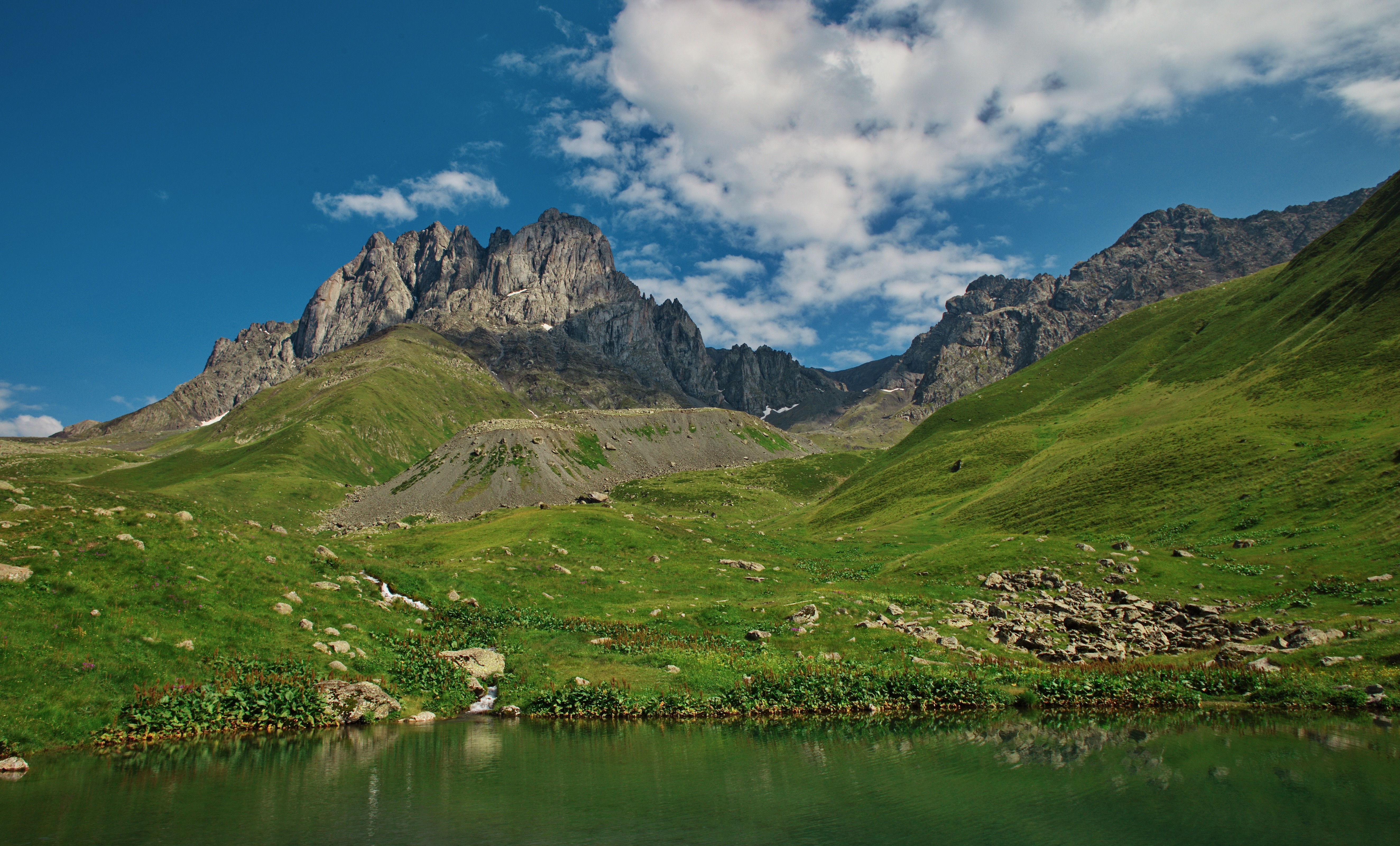
Nord-est de la Géorgie.

La Géorgie est un pays montagneux et subtropical d'une superficie de 69 700 km2 (avec l'Abkhazie et l'Ossétie du Sud). Le pays a des frontières communes terrestres avec quatre pays : la Russie au nord (723 km), l'Azerbaïdjan à l'est (322 km), l'Arménie au sud (164 km) et la Turquie au sud-ouest (252 km). À l'ouest, le pays est bordé par la mer Noire. Aujourd'hui, la Géorgie est en conflit au nord avec les indépendantistes dans les provinces d'Abkhazie et d'Ossétie du Sud, tandis qu'au sud-est, le gouvernement azerbaïdjanais réclame l'intégration à son territoire du complexe monastique de David Gardja depuis la chute de l'Union soviétique en 1991.
La Géorgie est, avec l'Arménie et l'Azerbaïdjan, un des trois pays de la Transcaucasie, subdivision régionale du Caucase. Le pays est principalement montagneux, mais certaines contrées du pays sont dominées par d'autres paysages, tels que le Plateau de Djavakhétie, à la frontière arménienne. Au nord, le Grand Caucase est une importante chaîne de montagnes, véritable limite naturelle servant largement de frontière avec la fédération de Russie, entaillée par la seule passe de Darial. Les troisième, cinquième et sixième plus hauts sommets du Caucase avec le mont Chkhara (5 193 m), le Djangha, (5 059 m) et le Kazbek (5 047 m) se trouvent en Géorgie ou à la frontière avec la Russie. De façon bien moins marquée, le pays a pour limite, au sud, le Petit Caucase.
Les villes, les villages et les communautés rurales sont généralement construites en hauteur, sauf celles sont situées au bord de la mer Noire, comme Soukhoumi, Poti et Batoumi. Ainsi, la capitale Tbilissi est située à une altitude moyenne de 572 mètres, tandis que certains villages sont situés dans les montagnes les plus hautes du Caucase, rendant difficile leur accès et conduisant à une autarcie et une culture différente de celle du reste du pays, héritière des temps anciens et des croyances païennes de l'Antiquité. Cette situation était très profitable aux habitants du pays : en effet, la Géorgie ayant été durant toute son histoire une terre d'invasions, de pillages, et de ravages, les habitants des montagnes étaient épargnés, d'où la conservation de certains édifices religieux datant du Haut-Moyen Âge.

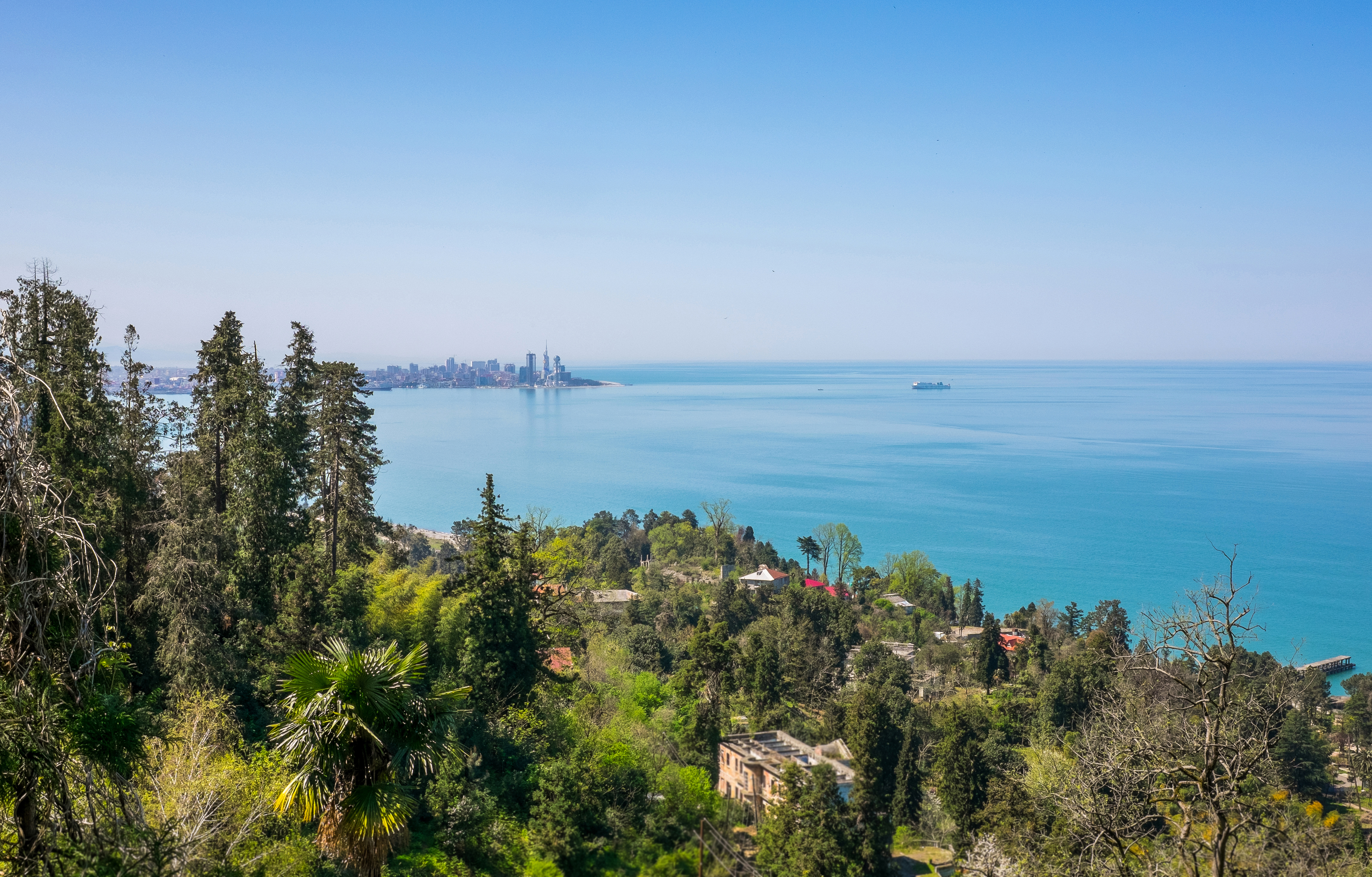
Batoumi et la côte de la mer Noire dans le sud-ouest du pays.

La Géorgie est traversée par de nombreux fleuves et cours d'eau. Le principal est le Mtkvari (ou Koura), long de 1 515 km, qui prend sa source au nord-est de la Turquie, avant de traverser la capitale géorgienne Tbilissi et de se jeter dans la mer Caspienne, en Azerbaïdjan. Il y a également d'autres rivières importantes telles l'Alazani et le Rioni. Toutefois, aucune d'elles n'est navigable car, depuis les années 1990, elles sont coupées par des usines hydroélectriques.
Le gouffre de Krubera-Voronja, situé en Abkhazie, est le gouffre naturel le plus profond connu du monde. Il dépasse les 2 000 mètres de profondeur.
Le climat de la Géorgie est subtropical à l'ouest et méditerranéen à l'est. La chaîne du Grand Caucase modère ses variations en servant de barrière contre l'air froid venant du nord. L'air chaud et humide de la mer Noire se déplace facilement dans les plaines côtières de l'ouest. Le climat varie en fonction de la distance à la mer Noire et de l'altitude. Le long de la côte de la mer Noire, de l'Abkhazie à la frontière turque, et dans la région dite Kolkhida (basses terres intérieures de la côte), les caractéristiques dominantes du climat subtropical sont une humidité élevée et de fortes précipitations (1 000 à 2 000 mm par an) ; Batoumi, port de la mer Noire, reçoit 2 500 mm par an). Plusieurs variétés de palmiers poussent dans ces régions, où la température moyenne passe de 5 °C en hiver à 22 °C en été. Les plaines de l'est de la Géorgie sont abritées des influences de la mer Noire par les montagnes qui offrent un climat plus continental. La température en été est en moyenne de 20 à 24 °C, les températures hivernales de 2 à 4 °C. L'humidité est plus faible, et la pluviométrie moyenne 500 à 800 mm par an. Un climat alpin est présent dans les montagnes de l'est et de l'ouest, entre 2 100 et 3 600 m, ainsi qu'une région semi-aride sur le plateau Iori dans le sud-est. À haute altitude, les précipitations sont parfois deux fois plus importantes que dans les plaines orientales et de la neige et de la glace sont présentes toute l'année.
Les tremblements de terre et des glissements de terrain dans les zones montagneuses sont une menace importante pour la vie et les biens. L'une des plus anciennes traces historique d'activité sismique en Géorgie date de 1088, sous le règne de Georges II, quand un tremblement de terre détruit villes et forteresses. Cela servira, entre autres choses, de prétexte à sa destitution l'année suivante. Plus récemment, on peut citer le tremblement de terre de Gori de 1920 ou bien les glissements de terrain en Adjarie en 1989 qui ont déplacé des milliers de personnes dans le sud-ouest de la Géorgie. En 1991, deux tremblements de terre ont détruit plusieurs villages dans le centre-nord de la Géorgie et en Ossétie du Sud-Alanie.

### Environnement, faune et flore

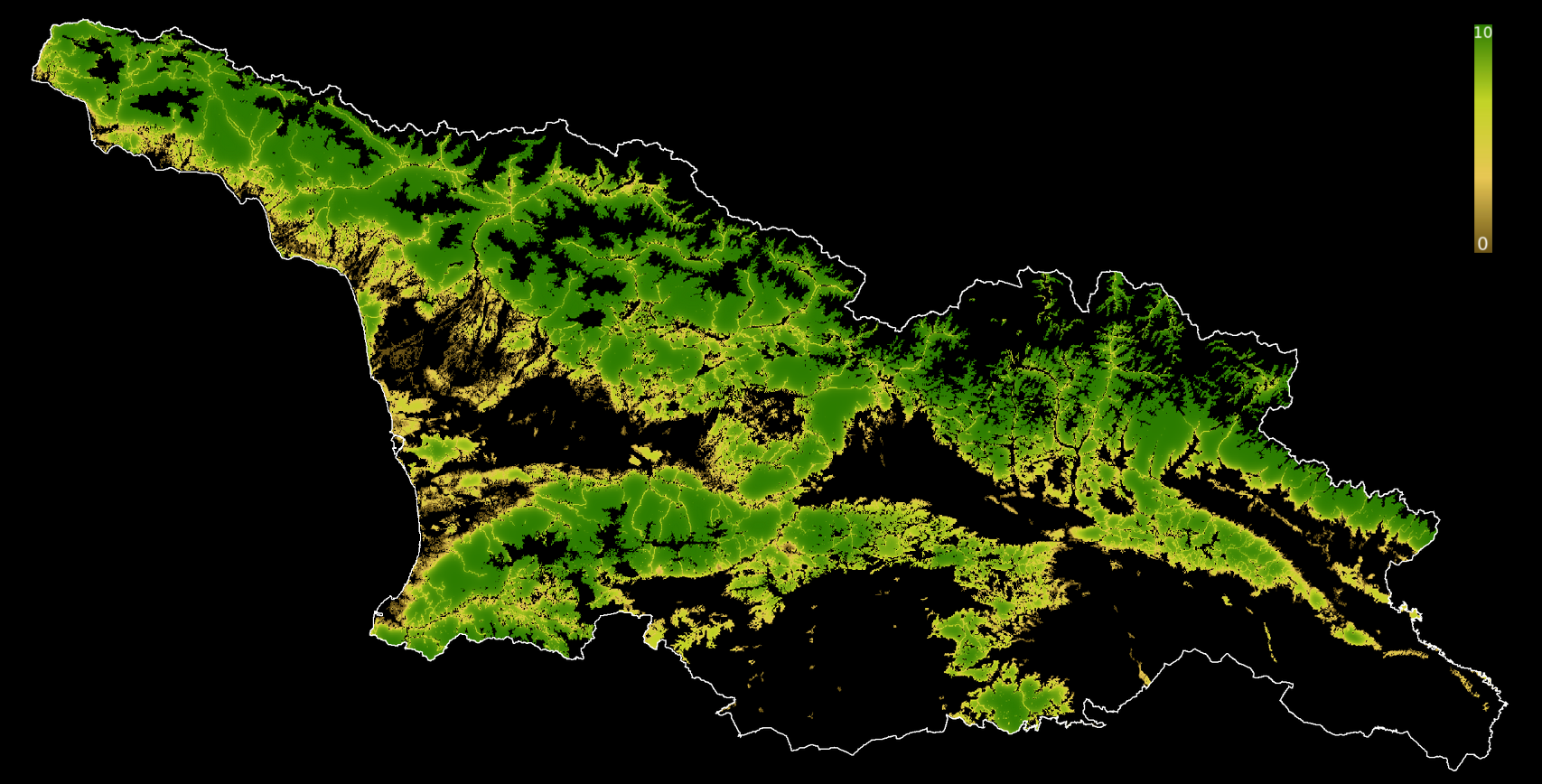
La Géorgie avait un score moyen de l'Indice d'intégrité du paysage forestier 2019 de 7,79, le classant 31e sur 172 pays.

La Géorgie abritait autrefois une population de loups, d'ours bruns et de lynx particulièrement importante. Aujourd'hui, celle-ci a fortement diminué mais certaines espèces restent encore bien présentes sur le territoire. Écureuils, cerfs et renards cohabitent dans les forêts mixtes de feuillus. Chamois, bouquetins et mouflons peuplent le haut des alpages, tandis qu'un peu partout, vit une faune ornithologique particulièrement riche. On peut également, entre autres espèces, observer le faucon pèlerin, le vautour fauve, le busard mais aussi le vautour moine ou l'aigle royal. Le littoral accueille quant à lui des colonies de pélicans et de cigognes. Par ailleurs, le célèbre faisan de Colchide a été nommé en raison de sa découverte dans l'ouest du pays. Diverses espèces d'animaux découverts ou décrits en Géorgie ont reçu l'épithète spécifique georgicus .

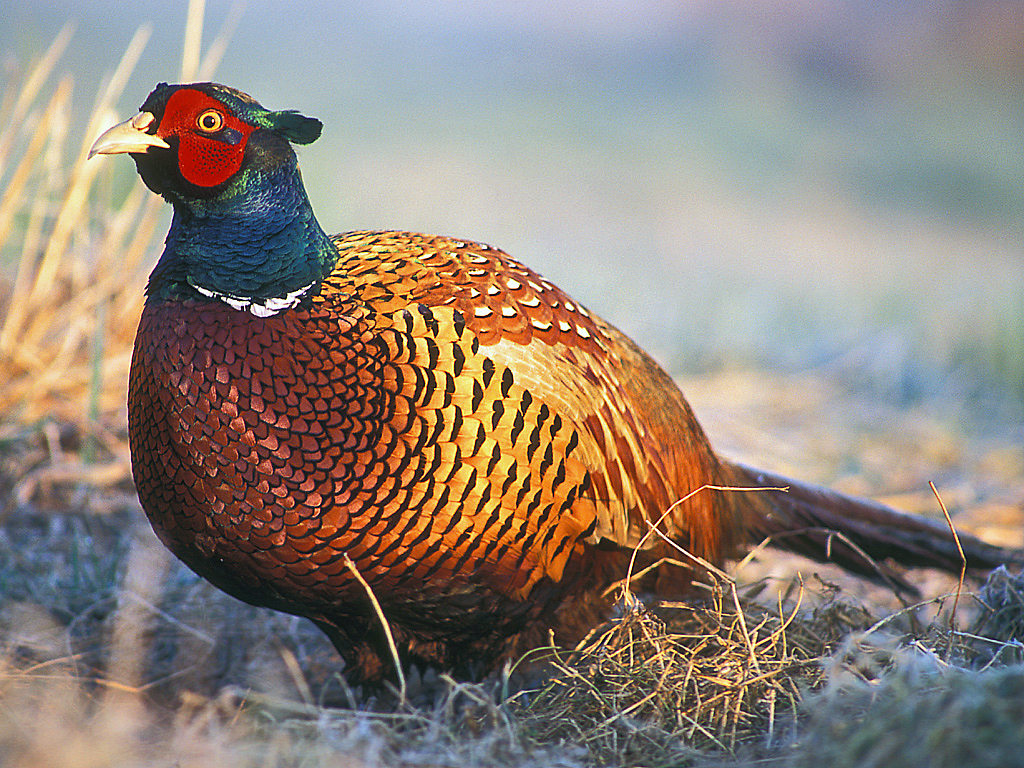
Faisan de Colchide (Phasianus colchicus).

La Géorgie compte de nombreux parcs et réserves naturels abritant des espèces végétales d'une grande diversité. Parmi eux, Bordjomi (la réserve de l'Est), le parc national Kharagaouli, ou le site protégé d'Eroutchétie. Le climat et le relief étant différents d'une région à l'autre, la flore s'est adaptée et varie en fonction du milieu. C'est pourquoi on peut apercevoir, aussi bien des forêts de feuillus composées de châtaigniers, de chênes, de hêtres et d'érables, que des forêts mixtes et de conifères, en altitude. Sur le littoral de la mer Noire, on a l'occasion de voir essentiellement des plantes exotiques. La Géorgie est également la terre de plus de 6 330 variétés de champignons. Officiellement, la flore géorgienne comprend entre 4 200  et   4 500 espèces vasculaires, 675 types de mousses, 738 lichens et 1 763 algues.
Malgré cette richesse sauvage, le domaine environnemental au sein de la société géorgienne n'est toutefois pas bien développé. À partir des années 1980, la pollution de la mer Noire a grandement nui à l'industrie touristique en Géorgie. Cette pollution est due en majorité au traitement insuffisant des eaux usées. À Batoumi, par exemple, 18 % des eaux usées sont traitées avant d'être rejetées dans la mer. On estime que 70 % de la surface de l'eau contient des bactéries nocives pour la santé auxquels le taux élevé des maladies intestinales est attribué. La guerre en Abkhazie du début des années 1990 a fait d'importants dégâts à l'habitat écologique propre à cette région. À d'autres égards, les experts ont considéré les problèmes d'environnement de la Géorgie moins graves que ceux des anciennes républiques soviétiques plus industrialisées. Résoudre les problèmes de la Géorgie en matière d'environnement n'était pas une priorité du gouvernement national de l'époque post-soviétique. Cependant, en 1993 le ministre de la Protection de l'environnement a démissionné pour protester contre cette inactivité. En janvier 1994, le Conseil des Ministres a annoncé un nouveau système de surveillance de l'environnement. Ce système inter-ministériel permet de centraliser des programmes distincts sous la direction du ministère de la Protection de l'environnement. Le système comprendrait un centre de l'environnement et de l'information et une agence de la recherche. Le petit contingent du Parti vert a poussé le Parlement à aborder ces questions.

### Géographie administrative et division territoriale

Régions de la Géorgie.

La Géorgie est subdivisée en neuf régions, nommées mkhare (მხარე), deux républiques autonomes (ავტონომიური რესპუბლიკა) et une Ville (k'alak'i) :
1. République autonome d'Abkhazie ;
2. Mingrélie-et-Haute-Svanétie ;
3. Gourie ;
4. Adjarie ;
5. Ratcha-Letchkhoumie et Basse Svanétie ;
6. Iméréthie ;
7. Samtskhé-Djavakhétie ;
8. Kartlie intérieure ;
9. Mtskhéta-Mtianétie ;
10. Basse Kartlie ;
11. Kakhétie ;
12. Ville de Tbilissi.

Le statut administratif actuel de la république de Géorgie est issu de la série des décrets gouvernementaux des années 1994-1996, faits dans un cadre temporaire, en attendant la résolution définitive des conflits avec les indépendantistes d'Abkhazie et d'Ossétie du Sud. Jusque-là, la Géorgie avait hérité de la division organisée au temps du Conseil suprême de la Géorgie de Zviad Gamsakhourdia (1990-1991) qui avait fait débuter le conflit osséto-géorgien en annulant le statut de l'oblast autonome d'Ossétie du Sud le 10 décembre 1990. Par ailleurs, depuis que Mikheil Saakachvili est arrivé au pouvoir en 2004, de nouvelles tentatives de négociations ont été enclenchées. L'une des propositions de Tbilissi est actuellement de fournir un statut de république autonome à l'Ossétie du Sud, au sein d'une « fédération de Géorgie ». Un processus pour la création d'une telle entité est mis en route le 13 juillet 2007 et une entité provisoire d'Ossétie du Sud prônant pour un tel statut entretient un « gouvernement alternatif » de la région depuis avril 2007.
Les relations avec les autres régions autonomes ont également été très tendues. Avec la guerre civile géorgienne du début des années 1990, l'Adjarie décide de fermer ses frontières de facto avec la Géorgie et devient dans les faits une région indépendante, dirigée par un musulman, Aslan Abachidze. La situation perdure jusqu'à la révolution des Roses et le bras de fer politique atteint son paroxysme en mai 2004, quand les derniers ponts reliant l'Adjarie à la Géorgie sont détruits. À la suite de manifestations de masse à Batoumi, Abachidzé doit quitter la Géorgie et se réfugier à Moscou, d'où il est condamné à 15 ans de prison in absentia.
L'Abkhazie, quant à elle, est dirigée par des indépendantistes depuis la prise de Sokhoumi le 27 septembre 1993, qui est suivie par un nettoyage ethnique des Géorgiens de la région, qui représentaient pourtant la majorité de la population abkhaze depuis le XIXe siècle. Jusqu'à la Deuxième guerre d'Ossétie du Sud, le gouvernement de Tbilissi contrôle toujours la vallée de Kodori, renommée la Haute-Abkhazie. Toutefois, à la suite de la bataille de la Vallée de Kodori (9 août - 12 août 2008), les séparatistes abkhazes aidés par les Russes finissent par reprendre possession de la région.
Plus récemment, des problèmes réapparaissent en Samtskhé-Djavakhétie, dont la majorité ethnique des Arméniens demande une autonomie vis-à-vis de Tbilissi, accusant le gouvernement géorgien de vouloir « géorgianiser » la région. Cela entraîna notamment un refroidissement des relations avec l'Arménie où se tiennent plusieurs manifestations pour une autonomie des Arméniens de Géorgie depuis le début de l'année 2009.

## Population, démographie et culture

### Démographie dans l'histoire

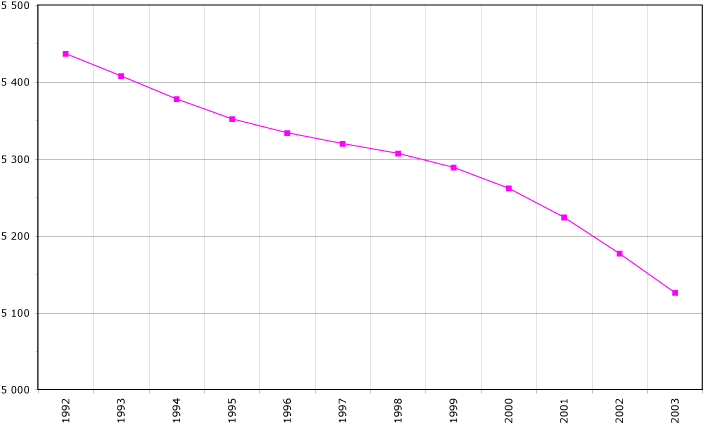
Évolution démographique

La population de la Géorgie varie sans cesse avec le cours de l'histoire du pays, en fonction des frontières instables et généralement non-naturelles de la nation. Au Moyen Âge, le peuple géorgien doit probablement acquérir un pic relatif durant la période appelée Âge d'Or (XIIe – XIIIe siècles), mais les nombreuses invasions des Mongols, des Turcs, des Perses et les ravages causés par les raids des tribus caucasiennes des Ossètes et des Daghestanais causèrent une baisse de la population nationale durant toute la période comprise entre le XIIIe et le XIXe siècle. Le roi Héraclius II (1762-1798) doit même encourager la fondation de colonies grecques et arméniennes dans son royaume pour tenter de redresser la situation économique désastreuse causée par la double guerre contre les Ottomans et les Perses Afcharides.
Quand la Géorgie est annexée par la Russie impériale au début du XIXe siècle avec le reste du Caucase, de nombreux colons russes et étrangers viennent s'installer dans la région et la fin des raids des Caucasiens au milieu du siècle garantit une stabilisation de la population qui commence petit à petit à augmenter. En 1919, lors de l'indépendance de la république démocratique de Géorgie, la population s'éleve à 2 500 000 habitants, dont les Abkhazes et les Ossètes qui demandent déjà leur autonomie, aidés par les Bolcheviks. Durant la période soviétique, la population au sein de la République socialiste soviétique de Géorgie ne cesse d'augmenter et une forte « géorgianisation » (ou plutôt « soviétisation ») chez certaines minorités ethniques du pays est opérée par les autorités communistes de Tbilissi. Ainsi, durant toute la période socialiste (et peut-être avant), les Abkhazes sont largement minoritaires dans leur propre Abkhazie, ne représentant que 30 % de la région en 1926, 15 % en 1959 et 17,8 % en 1989. Dans un cadre plus large, la population ethniquement géorgienne augmente considérablement au niveau national, composant plus de 73 % de la population à la chute de l'Union soviétique (chiffre qui ne cesse d'augmenter depuis).
Toutefois, la guerre civile, les nettoyages ethniques faits par les Abkhazes, et les nombreux conflits internes des années 1990 font baisser considérablement la population du pays . C'est ainsi que du pic national de 5,5 millions d'habitants en 1992, le pays passe à 4,5 millions en 2002, les départs provenant à 90 % des minorités. Mais la révolution des Roses apporte une certaine amélioration au niveau de la démographie de la Géorgie. En 2008, la population est de 4 630 841 habitants, avec l'Abkhazie et l'Ossétie du Sud. En 2015, selon le recensement géorgien de 2014, la population est encore en baisse, s'établissant à 3,73 millions, hors républiques séparatistes.

#### Réfugiés politiques, émigrants économiques et diaspora
La diaspora géorgienne est constituée par l'ensemble des communautés de Géorgiens vivant à l'étranger. Pour la plupart de ces communautés, une longue histoire est liée à leur fondation. D'après les récents recensements, la population géorgienne à l'étranger s'élevait à 3 937 200 personnes. Avec pas moins de 1 500 000 Géorgiens, la Turquie est aujourd'hui le pays qui accueille la plus grande communauté géorgienne du monde. Presque la moitié de ces Géorgiens viennent d'Adjarie et se sont réfugiées en Turquie en trois grandes vagues : 1829 (annexion de plusieurs territoires géorgiens par l'Empire ottoman), 1878 (fin de la guerre russo-turque) et 1921 (fin des prétentions de la Turquie sur l'Adjarie et arrivée de la plupart des musulmans du sud-ouest géorgien dans le pays). Pour cette raison, la Turquie et la Géorgie ont toujours essayé d'entretenir des relations amicales depuis la fin de l'Union soviétique.

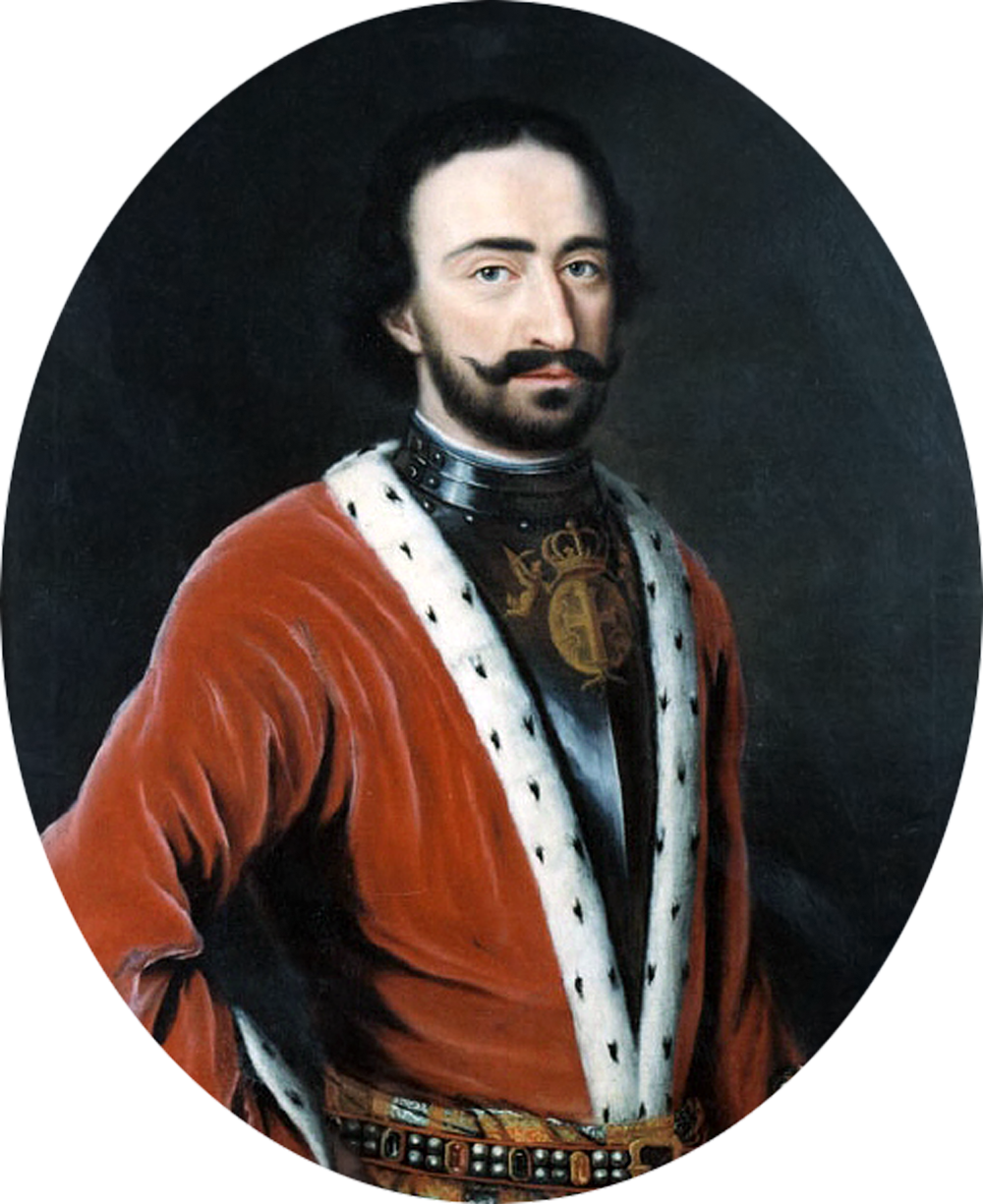
Alexandré Bagration-Imeretinski.

Il existe aussi d'importantes communautés en Russie et en Iran, où se trouvent 1 000 000 Géorgiens dans chacun des deux pays. Mais alors que les Géorgiens d'Iran sont déportés de force par milliers au XVIIIe siècle lors des invasions du shah Abbas Ier de Perse, ceux de Russie ont plutôt des origines politiques. Les premiers Géorgiens à arriver en Russie datent probablement de l'exil du roi Artchil Ier d'Iméréthie. Le fils de ce dernier, Alexandre d'Iméréthie (1674-1711) fonda par ailleurs une communauté géorgienne à Vsesviatskoï, avant de créer le premier centre d'imprimerie géorgienne de l'histoire, à Moscou. Une seconde vague arriva à Moscou avec le roi Vakhtang VI, quand celui-ci est détrôné par les Perses en 1724. Il apporte avec lui plusieurs grands nobles qui fondent de nouvelles familles géorgiennes russifiées (Eristoff, Davidov, Yachvili…). Les Géorgiens d'Israël ont eux aussi une ancienne histoire. Ils seraient probablement arrivés en Terre sainte lors du célèbre Âge d'Or de la Géorgie (1156-1242), quand les souverains chrétiens du Caucase parrainent la fondation de monastères dans les terres des Croisades. D'un autre côté, les nombreux Juifs de Géorgie ont également leur histoire et d'après certaines légendes, les premiers Israélites qui arrivent dans le Caucase datent de la prise de Jérusalem par le roi babylonien Nabuchodonosor II en -586.

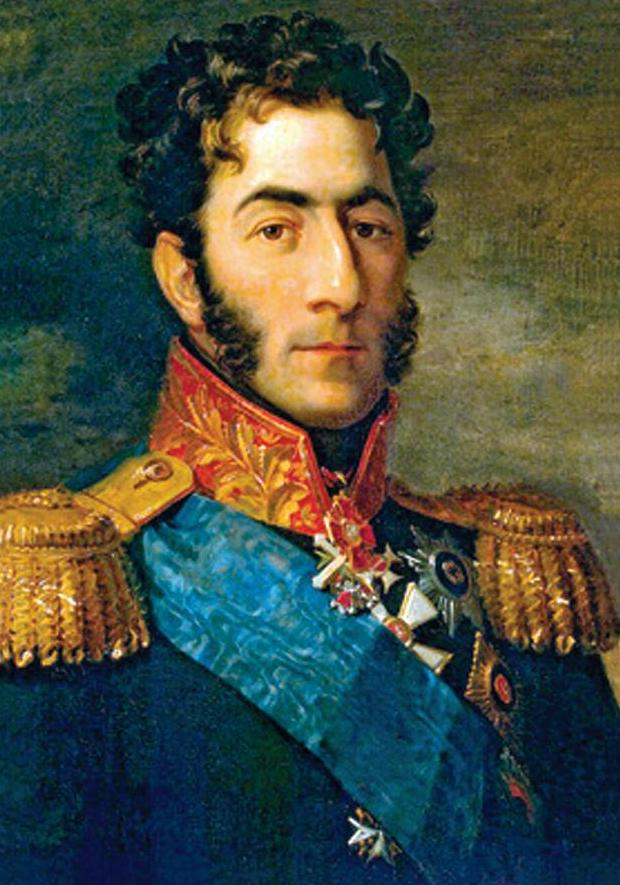
Pierre de Bagration.

Les émigrations vers l'Europe sont contemporaines, singulièrement vers la France même si les royaumes de Géorgie envoient à François Ier et à Louis XIV des émissaires afin d'obtenir le soutien d'une nation chrétienne face à la pression musulmane. Après une première vague de fils de famille, d'artistes et d'hommes politiques qui fuient l'Empire russe tsariste au début du XXe siècle, une deuxième vague rejoint l'Europe (France, Pologne, Allemagne, Suisse…) à la suite de l'invasion du territoire géorgien par les armées de la Russie soviétique ; les présidents et vice-présidents du Parlement (Nicolas Tcheidze, Ekvtimé Takhaïchvili et Samson Pirtskhalava), le président du gouvernement Noé Jordania et ses ministres, ainsi que l'essentiel de la classe politique s'installent en exil à Leuville-sur-Orge en Seine-et-Oise; les militaires s'installent plutôt en Pologne afin d'intégrer l'armée du général Pilsudski en lutte contre les bolcheviks. L'insurrection nationale de 1924, et son échec, déclenchent une troisième vague d'exil, composée de jeunes insurgés civils et de jeunes militaires ; au total 1200 réfugiés géorgiens sont recensés par la Préfecture de Police de Paris à la fin des années 1920. La Paroisse orthodoxe géorgienne Sainte-Nino de Paris est fondée en 1929 et rattachée au Patriarcat œcuménique de Constantinople. Une quatrième vague d'émigrés arrive en Europe occidentale avec la Seconde Guerre mondiale : enrôlés dans l'Armée rouge, faits prisonniers par la Wehrmacht, placés dans les camps allemands, contraints au travail forcé civil ou à l'engagement militaire pour survivre, certains Géorgiens parviennent à émigrer malgré les accords entre Staline et Roosevelt qui les destinent à un retour en URSS. S'ensuivent, durant les années 1980 l'émigration de dissidents géorgiens opposés au régime soviétique et autorisés à quitter l'URSS sous la pression internationale, durant les années 1990 celle d'opposants politiques à Edouard Chevardnadze, et durant les années 2000 celle de migrants économiques. À la fin 2013, l'ensemble des communautés géorgiennes en France est évalué à près de 10 000 personnes en situation régulière (diplomates, professionnels, étudiants, réfugiés sous protection de l'OFPRA) par le consulat de Géorgie à Paris. Ces différentes émigrations apportent à la France des diplomates, comme Claude de Kémoularia ou Salomé Zourabichvili, des militaires comme Dimitri Amilakvari, des artistes comme Véra Pagava, Maria Meriko ou Ethéry Pagava, des écrivains comme Hélène Carrère d'Encausse, des professeurs d'université comme Georges Charachidzé, des journalistes comme Guy Kédia, des championnes de France comme Nino Maisuradze pour les échecs ou Victoria Ravva pour le volley-ball, de nombreux joueurs de rugby dont le plus célèbre est Dimitri Yachvili.
Un bilan comparatif pourrait être établi pour l'Amérique du Nord : il serait numériquement bien plus important. Certains Géorgiens seraient déjà arrivés en Amérique du Nord dans les années 1880 (une troupe de cavaliers caucasiens accompagnent Buffalo Bill avant de gagner leur propre nom en organisant des spectacles devant la reine Victoria du Royaume-Uni et le président Theodore Roosevelt). Durant les années 1980, 1990 et 2000, les États-Unis et le Canada ont accueilli eux aussi dissidents géorgiens, membres de la communauté juive de Géorgie, réfugiés à la suite de la guerre civile géorgienne, opposants politiques et immigrés économiques.
Il existe également d'autres communautés en Asie et en Amérique. Ainsi, le Brésil, l'Azerbaïdjan, le Japon, Singapour, le Canada, l'Argentine et le Mexique ont tous des populations s'élevant à plus de 1 000 Géorgiens, tandis que certaines minces communautés issus de marchands du XVIIIe siècle se trouvent au Royaume-Uni et aux Philippines.

#### Entre nationalisme et séparatisme
L'identité nationale géorgienne a été la principale philosophie du peuple géorgien depuis que la nation existe. Toutefois, malgré une culture nationale unique, la Géorgie est une mosaïque de groupes ethniques, dont les Géorgiens ne sont qu'une partie. Depuis longtemps, les Grecs, les Arméniens, les Perses, les Turcs ou bien les Abkhazes et les Ossètes ont cohabité avec la principale ethnie de la Géorgie pour contribuer à la fondation de la nation géorgienne. Chaque région du pays reflète cet environnement social complexe. Ainsi, Jean Chardin, un voyageur français de la fin du XVIIe siècle qui visite le Caucase durant ses voyages en Perse, parla ainsi de Tiflis : 
« Les Géorgiens ont de la civilité et de l'humanité, et de plus ils sont graves et modérés… Chacun peut en Géorgie, vivre dans sa religion et dans ses coutumes, en discourir et la défendre. On y voit des Arméniens, des Grecs, des Juifs, des Turcs, des Persans, des Indiens, des Tatars, des Moscovites et des Européens. »
Toutefois, un véritable nationalisme géorgien nait alors que la Russie (et le reste de l'Europe) découvrent le socialisme. Dès les années 1840, quand la Géorgie était englobée dans l'orbe impériale russe, de nombreuses révoltes du peuple géorgien contre la Russie impériale, qui empêchent les rêves des peuples caucasiens (dont la fondation d'universités) de se réaliser, se produisent et quand la révolution russe arrive en 1917, la Transcaucasie en profite pour déclarer son indépendance. Toutefois, le chauvinisme des militants nationalistes géorgiens ne permet pas l'existence de la jeune fédération transcaucasienne et la Géorgie devient à son tour indépendante. Ce nationalisme est à nouveau supprimé par les autorités soviétiques quand l'Armée rouge envahit le pays en 1921, avant de l'intégrer dans la république socialiste fédérative soviétique de Transcaucasie.

La guerre civile géorgienne

Quand cette union est dissoute en 1936, la Géorgie recouvre son unité au sein d'une plus grande fédération (l'URSS) et les pouvoirs centraux de Tbilissi décident d'organiser une politique de « géorgianisation » vis-à-vis des minorités ethniques nationales, notamment les Abkhazes sous Lavrenti Beria. Cela contribue également au développement d'une mentalité patriotique en Géorgie et, avec la perestroïka de Gorbatchev, les choses ne firent qu'empirer. En 1990, un ancien dissident soviétique, Zviad Gamsakhourdia, accéde à la présidence de la RSS géorgienne, le premier à être élu à un tel poste dans toute l'URSS sans avoir été nommé par le Politburo du Parti communiste de l'Union soviétique. Celui-ci déclare l'indépendance du pays et vire bientôt à un ultra-nationalisme extrémiste et fasciste qui donne aux minorités un sentiment de détresse. Pour cette raison, les ethnies abkhazes et ossètes entrent en sécession et les musulmans et les Arméniens commencent à se sentir en danger, suivis par les Grecs. De nos jours, le président Saakachvili tente en vain d'organiser une politique de « réconciliation nationale », mais seuls les Adjares musulmans reviennent dans le giron de Tbilissi, alors que les Grecs et les Arméniens commencent petit à petit à rentrer dans leur patrie d'origine.

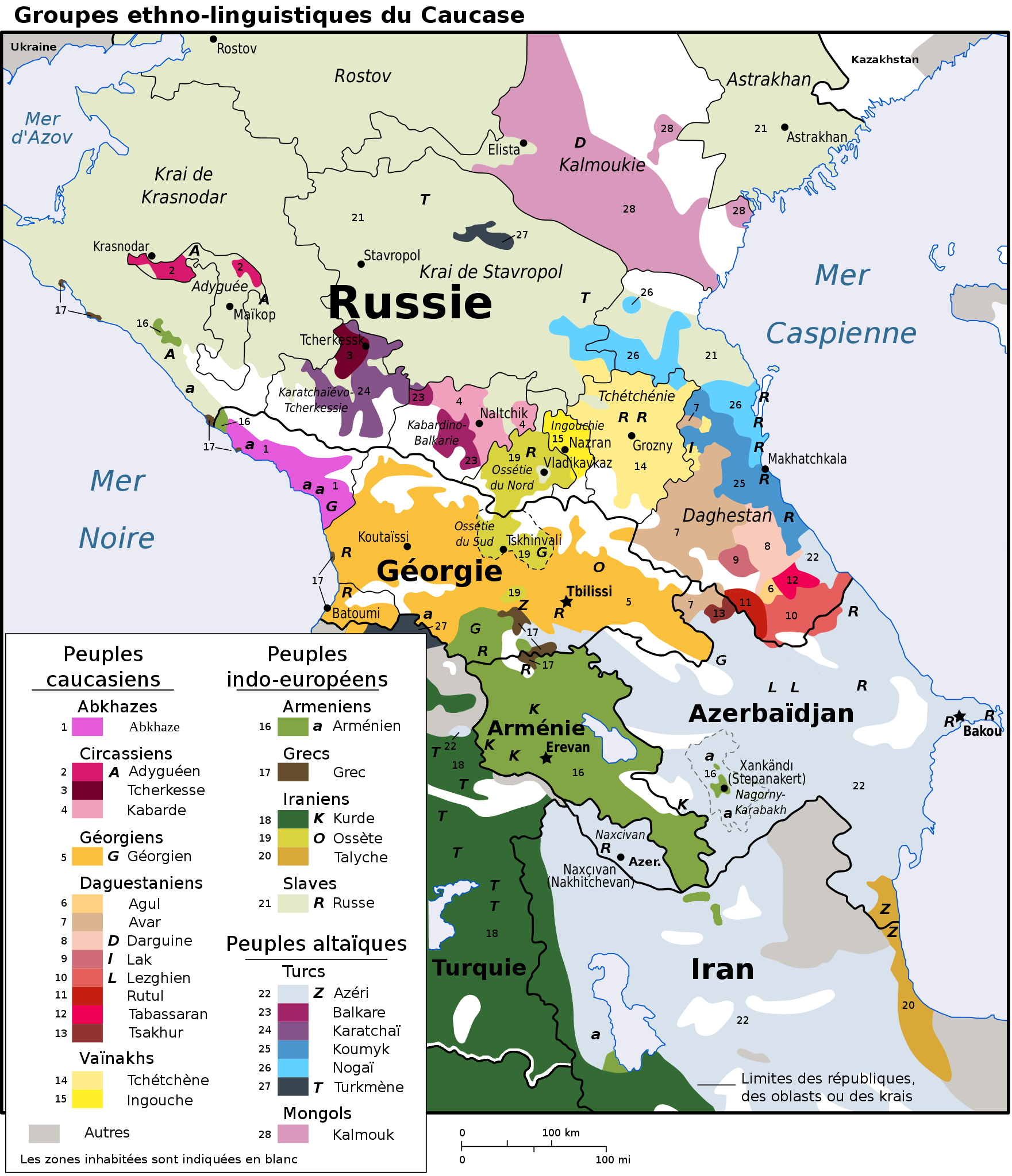
Diversité ethnique du Caucase en 2023.

Voici le tableau des principales minorités ethniques de Géorgie, l'Abkhazie et l'Ossétie du Sud non-comprises :
| Minorité ethnique | Population en Géorgie | Pourcentage total | Remarques                                                                     |
| ----------------- | --------------------- | ----------------- | ----------------------------------------------------------------------------- |
| Géorgiens         | 3 224 696             | 86,8 %            | Comprend : des Mingréliens, des Svanes, des Lazes, des Bats et des Adjares    |
| Azéris            | 233 082               | 6,3 %             | Principalement au sud-est du pays                                             |
| Arméniens         | 168 191               | 4,5 %             | Majoritaire en Djavakhétie (sud de la Géorgie)                                |
| Russes            | 26 586                | 0,7 %             |                                                                               |
| Ossètes           | 14 452                | 0,4 %             |                                                                               |
| Kurdes et Yézidis | 13 992                | 0,3 %             |                                                                               |
| Grecs du Caucase  | 5 689                 | 0,2 %             |                                                                               |
| Ukrainiens        | 6 044                 | 0,2 %             |                                                                               |
| Abkhazes          | 4 551                 | 0,2 %             |                                                                               |
| Assyriens         | 2 437                 | 0,1 %             |                                                                               |
| Juifs             | 1 869                 | 0,1 %             |                                                                               |
| Autres            | 14 337                | 0,4 %             | Comprend : des Chinois, des Kabardes, des Tatars, des Turcs et des Ukrainiens |

### Langues
La langue officielle de la Géorgie est le géorgien.
Le russe se trouve présent en raison de l'appartenance de la Géorgie à l'URSS jusqu'en 1991. Il fut obligatoire de l'école primaire au lycée durant la période soviétique ; 50 % de la population du pays sait parler le russe, souvent les générations les plus anciennes. Les rivalités entre les deux pays empêchent cependant d'obtenir des estimations fiables. Globalement, tous les Georgiens scolarisés avant 1991 savent parler le russe car il était obligatoire. Après 1991, le russe devient facultatif.
Le pays s'étant tourné vers l'Europe, les jeunes générations ont opté pour l'anglais : son enseignement a fait l'objet d'un plan national et il est devenu la première langue étrangère, ouvrant des emplois auprès des institutions et des entreprises étrangères présentes sur le territoire géorgien, et facilitant l'émigration.
Les communautés arméniennes et azéries, moins de 5 % de la population, pratiquent leurs langues. Les communautés grecques et juives se sont très considérablement réduites : le grec et l'hébreu ont disparu. La langue allemande est pratiquée par un très petit nombre de Géorgiens, dont des Allemands de la Volga, dont les ancêtres furent déportés entre 1944 et 1947. L'allemand est la seconde langue étrangère choisie dans les études, derrière l'anglais, mais avant le russe.
La langue française — devenue une langue culturelle — compterait 18 000 locuteurs sur le territoire géorgien selon l'Organisation internationale de la francophonie, institution que la Géorgie a rejointe en 2004 avec le statut de pays observateur.

## Religion
Du fait de son histoire avec l'URSS, il y aurait[évasif] en Géorgie des agnostiques, et des athées, mais on ignore leur nombre. Globalement, les athées et les agnostiques sont discrets en Géorgie où le nationalisme est assez présent et où les religions chrétienne et musulmane sont identitaires. Il y a aussi un fort ressentiment entre orthodoxes géorgiens et russes, du fait de conflits récents[évasif] et de tensions.

### Anciennes croyances et mythologie
Les croyances païennes occupent la vie spirituelle des Géorgiens durant la majeure partie de l'Antiquité.
La première entité religieuse géorgienne (Ibérie) date du IIIe siècle av. J.-C., quand le roi P'arnavaz Ier d'Ibérie — dans la vague de réformes engagées durant un règne de 60 ans — imposa un unique Panthéon à son peuple.
De grands bouleversements se produisirent au IVe siècle de notre ère. À l'époque, le roi Mirian III d'Ibérie se convertit au christianisme et abandonne les divinités païennes. Le peuple est plus réservé : des éléments polythéistes de coutume sont introduits dans la religion chrétienne pour encourager à la conversion. Ainsi, Armazi disparait mais laisse place à Saint Georges de Lydda, saint protecteur de la Géorgie depuis le Moyen Âge (célébration encore accompagnée de sacrifices d'animaux dans certaines régions montagneuses du pays).

### Christianisme
Le christianisme est la principale religion de la Géorgie depuis plus d'un millénaire : aujourd'hui, 88,6 % de la population géorgienne est chrétienne. La nation géorgienne est considérée comme la troisième à avoir adopté cette religion comme religion d'État, les deux premières étant l'Arménie et l'Éthiopie. Les chrétiens furent souvent persécutés par les différentes autorités dominatrices du Caucase. Durant les premiers siècles les Sassanides imposaient déjà les règles du zoroastrisme en Ibérie, persécutant ceux qui refusent de se soumettre. Durant le Haut Moyen Âge, les Arabes font de nombreux martyrs parmi la population et la noblesse du pays. Du XVIe au XVIIIe siècle, les Turcs et les Perses font de même. Plus récemment, les Soviétiques ordonnent la fermeture de 1 500 églises pour les seules années 1920.

#### Orthodoxie

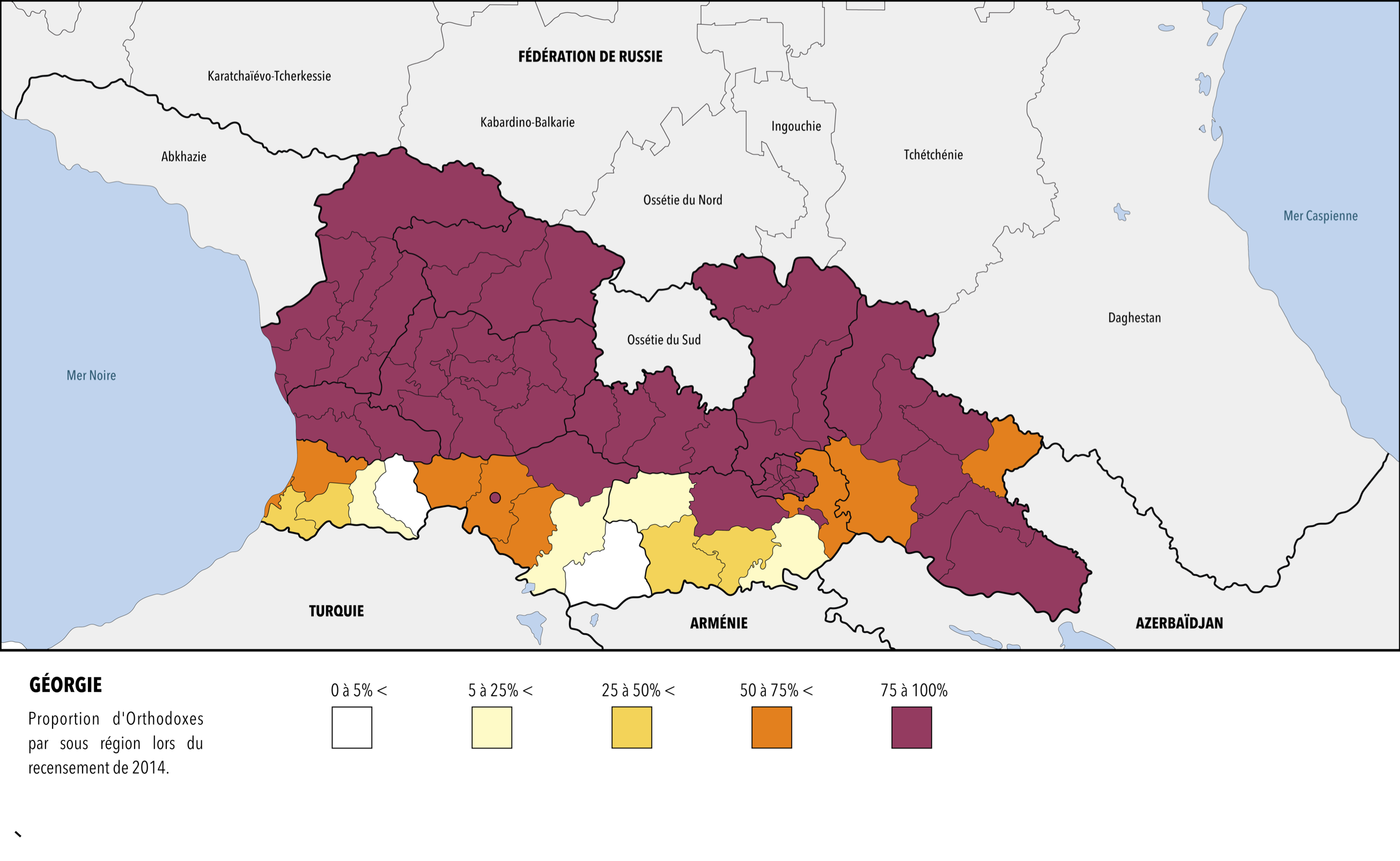
Proportion d'orthodoxes par district lors du recensement de 2014.

83,9 % de la population relèvent de l'Église de Géorgie, qui se revendique comme fondée par l'apôtre André ; elle est autocéphale et orthodoxe. De son vrai nom de Catholicosat-Patriarcat de toute la Géorgie, elle est dirigée depuis le 25 décembre 1977 par le catholicos-patriarche Élie II, archevêque de Mtskheta et de Tbilissi.
La Constitution géorgienne, adoptée en août 1995, lui définit ce rôle particulier et garantit son indépendance. Un concordat signé en 2002, entre le président Edouard Chevardnadze et le patriarche Ilia II, officialise les relations entre l'État et l'Église. Depuis la révolution des Roses, son influence sur les gouvernements successifs n'a pas diminué. Au-delà du pouvoir spirituel, elle exerce un pouvoir temporel dont le financement est souvent considéré comme peu transparent.

#### Orthodoxie sur les territoires séparatistes
Dans les provinces séparatistes de Géorgie, les populations sont également à majorité chrétienne. Toutefois, des entités religieuses « dissidentes » occupent les sièges spirituels des républiques autoproclamées. Ainsi, existent une éparchie d'Abkhazie, non reconnue par Constantinople, de même qu'une éparchie d'Alanie, dépendante de l'Église orthodoxe de Grèce - Saint-Synode en résistance, en Ossétie du Sud.

#### Église orthodoxe arménienne
Ses fidèles représentent 3,9 % de la population du territoire géorgien.

#### Catholicisme romain
L'Église catholique romaine du Caucase, regroupant les paroisses d'Arménie et de Géorgie, compte 35 000 fidèles. Depuis 2007, les Sœurs françaises de Sainte-Nino, appartenant à la congrégation de Sainte-Chrétienne, se sont installées à Akhaltsikhé. Les catholiques romains représentent 0,8 % de la population, principalement situés dans le sud du pays.

#### Protestantisme
Il existe également de petites communautés protestantes, ainsi que des témoins de Jéhovah, interdits en Abkhazie.

### Islam

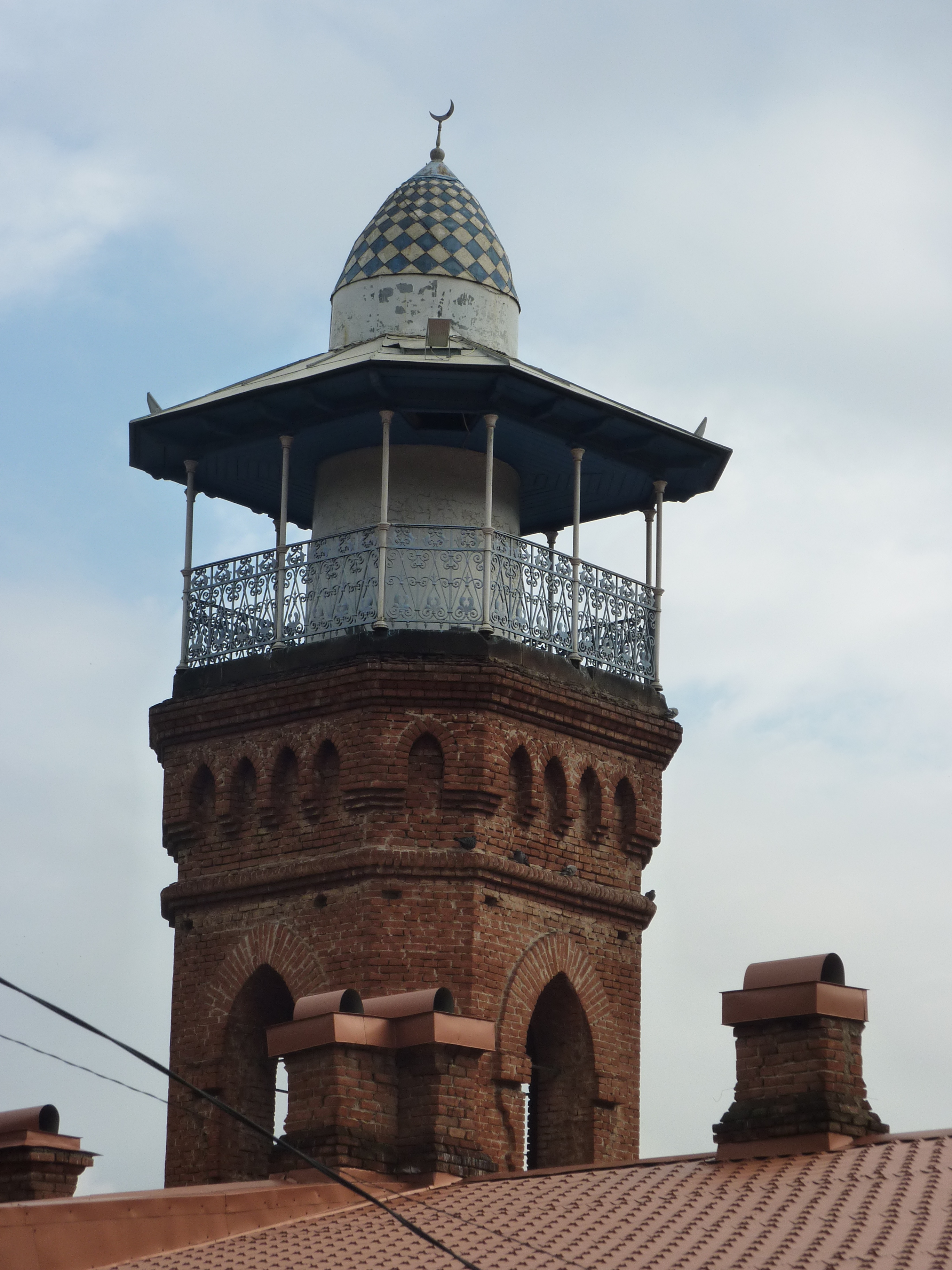
La seule mosquée subsistante à Tbilissi.

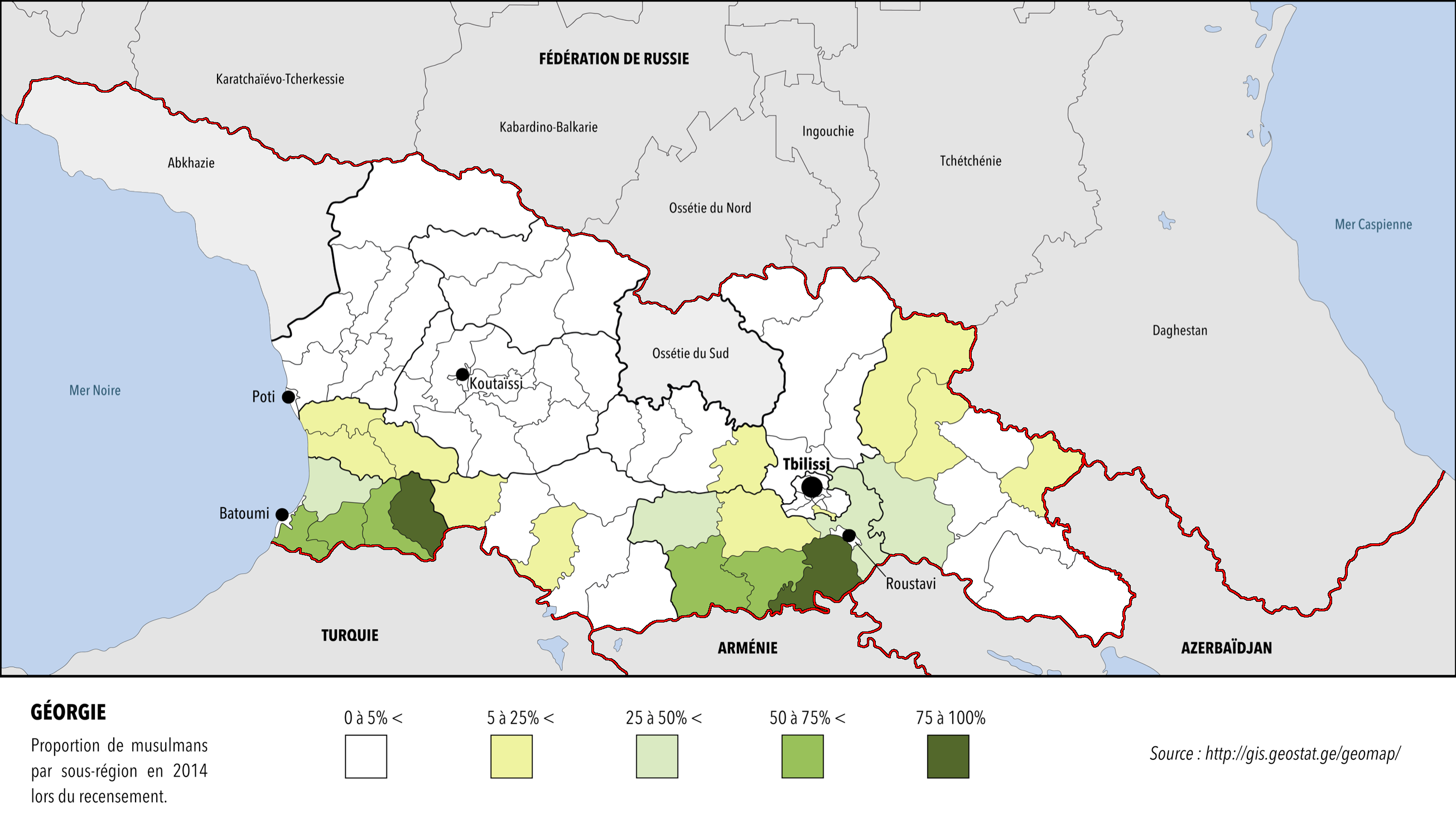
Proportion de musulmans par district lors du recensement de 2014.

Les musulmans représentent aujourd'hui 9,9 % de la population géorgienne, composant ainsi la seconde religion après les chrétiens orthodoxes. La répartition de l'islam en Géorgie est tout à fait inégale, la majorité de ses fidèles se situant dans la république autonome d'Adjarie, où ils représentent 30 % de la population, contre 64 % de chrétiens. L'Adjarie embrasse l'islam dès la mi-XVe siècle, quand elle est intégrée dans l'Empire ottoman ; une mosquée délimite sur la côte de la mer Noire la frontière entre la république autonome d'Adjarie et la Turquie.
Il existe également des minorités de musulmans sunnites en Abkhazie séparatiste, dans la communauté meskhète (1 000 personnes aujourd'hui), et dans les Gorges de Pankissi où vivent les Kistes - groupe ethniquement proche des Tchétchènes et des Ingouches -.
Les autres musulmans de Géorgie se trouvent en Géorgie orientale, en Basse Kartlie où les Azéris, chiites pour la plupart, se sont islamisés depuis les invasions séfévides du XVIIe siècle.

### Judaïsme
La communauté juive est aujourd'hui, avec 10 000 membres (dont 3 000 pratiquants), la plus faible des trois religions monothéistes présentes sur le sol de Géorgie (0,1 % de la population).
Il est probable que la plus ancienne communauté judaïque géorgienne se soit établie dans le Caucase à la suite de la prise de Jérusalem par le roi babylonien Nabuchodonosor II (586 av. J.-C.). Tout au long des siècles, la culture géorgienne observa une grande tolérance vis-à-vis du judaïsme, tolérance qui ne se démentit jamais et empêcha tout pogrom dans le pays.

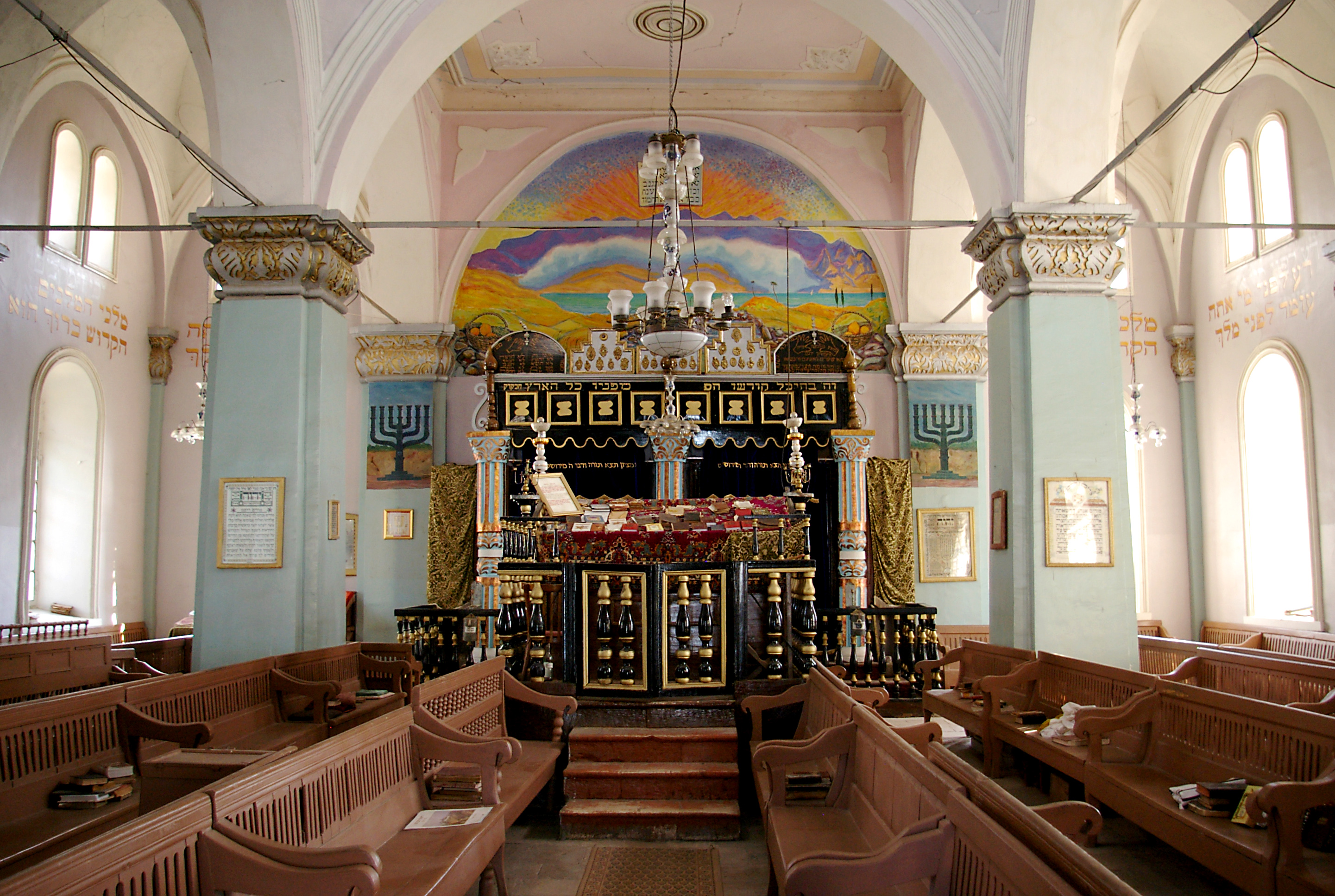
Synagogue d'Oni.

L'époque soviétique ne fut pas exempte de discrimination religieuses. Les Juifs géorgiens luttèrent, lorsqu'ils en eurent la possibilité, pour la liberté de leurs croyances et de leur culture. En 1969, un groupe d'entre eux écrivit aux Nations unies pour obtenir le droit de retour sur la terre de leurs ancêtres. En 1971, un autre groupe manifesta devant le bureau gouvernemental de Moscou. Cette détermination, aidée de la pression internationale, entraîna une certaine libéralisation et une émigration ponctuelle vers Israël, les États-Unis et l'Europe occidentale : entre 1979 et 1989, la population juive de la Géorgie baisse de 4 000 individus. Après l'ouverture des frontières, la guerre civile et les difficultés économiques, 125 000 judéo-géorgiens partent à l'étranger (dont 100 000 en Israël).
Les derniers pratiquants du pays sont désormais regroupés en communautés dans des villes comme Tbilissi, Koutaïssi, Akhaltsikhé et Oni. Chacune de ces villes possède des synagogues, toutes sous la juridiction du Rabbinat de Géorgie, dirigé par le Rabbin Ariel Levin depuis 1991. En 1994, celui-ci signe un accord avec le président Edouard Chevardnadze pour la conservation de la culture, de l'histoire et de la langue judéo-géorgienne.

### Pluralisme religieux
En 1991, lors du retour à l'indépendance, la politique nationaliste du chef d'État géorgien Zviad Gamsakhourdia défavorise les minorités religieuses, malgré leur présence ancienne sur le territoire géorgien et malgré la tradition de tolérance observée tout au long de l'histoire : la citoyenneté géorgienne n'est pas garantie aux non-fidèles de l'Église orthodoxe géorgienne (principe de la « Géorgie aux Géorgiens »). Des vagues d'émigration se déclenchent, musulmane vers la Russie faisant baisser cette partie de la population de 12 % à moins de 10 % et juive vers Israël. Sous la présidence d'Edouard Chevardnadze (1992-2003), l'Église orthodoxe de Géorgie engage une politique de conversion encouragée par le gouvernement. À partir de 2004, le président Mikheil Saakachvili change les symboles nationaux comme le nouveau drapeau, « drapeau aux cinq croix » qui tire ses origines des Croisades et du règne du roi Vakhtang Ier Gorgassali (Ve siècle).
Le pluralisme religieux a ainsi peu progressé dans la société géorgienne ces vingt-dernières années, même si l'amendement voté par le Parlement le 5 juillet 2011 a permis à certaines minorités religieuses un enregistrement administratif.
Considérant que son statut privilégié vis-à-vis de l'État ne peut être remis en cause, l'Église orthodoxe de Géorgie s'oppose à toute évolution vers le pluralisme religieux,. Elle suit ainsi de près la position de l'Église orthodoxe russe, avec laquelle sa proximité est particulière depuis le XXe siècle.
Devant les pressions internationales (Cour européenne des droits de l'homme en particulier), une agence gouvernementale des Affaires religieuses a été créée en février 2014, avec pour objectif la coordination de la politique gouvernementale en termes religieux (éducation, propriété des biens, financement…). Le rapport annuel de 2014 du département d'État des États-Unis demeure néanmoins très critique.

## Société

### Droits des minorités sexuelles et de genre
Le jeudi 3 octobre 2024, le Parlement géorgien promulgue une loi restreignant fortement les droits des personnes LGBTQ+. L'Union Européenne dénonce ce texte, par la voix de Josep Borrell (le chef de la diplomatie européenne), selon lequel cette loi porte « atteinte aux droits fondamentaux et augmentera la discrimination et la stigmatisation ».
Le texte vise à restreindre la présence et la représentation des personnes LGBTQ+ dans l'espace public.

### Fêtes et jours fériés
Les jours fériés et fêtes de la république de Géorgie sont définis par l'article 20 du Code de travail national.

### Éducation en Géorgie
L'éducation est gratuite et obligatoire pour tous les élèves. La scolarité commence dès 6 ans et se termine vers 17-18 ans. En 1996, 88,2 % des enfants sont scolarisés, dont 48,8 % de filles et 51,8 % de garçons. Aujourd'hui, tous les enfants sont scolarisés.

## Politique
Indépendante depuis avril 1991 et membre du Conseil de l'Europe depuis le 27 août 1999, la Géorgie est une république présidentielle. Il s'agit d'un régime très particulier où le parlement détient des attributions spécifiques. Cependant, à l'automne 2007, le patriarche orthodoxe propose de restaurer la monarchie constitutionnelle, une idée qui rencontre un certain succès dans les rangs de l'opposition, agacée par les pouvoirs renforcés du président Saakachvili. Ce dernier a indiqué qu'il est membre de la grande dynastie caucasienne, les Bagration, et organise sa prise de fonction sur la tombe du roi David IV. Les événements d'Ossétie du Sud et d'Abkhazie ont depuis relégué cette idée au second plan.
Le pouvoir exécutif est détenu par le président Mikheïl Kavelachvili depuis le 29 décembre 2024, élu pour 6 ans. Le Premier ministre, actuellement Irakli Kobakhidze, est le chef du gouvernement.
Le pouvoir législatif est détenu par le Parlement de Géorgie (Sakartvelos Parlamenti), composé de 235 députés élus pour un mandat de 4 ans.
La Cour suprême constitue le sommet du pouvoir judiciaire. Elle est composée de juges élus sur recommandation. Il existe également une Cour constitutionnelle.

## Économie

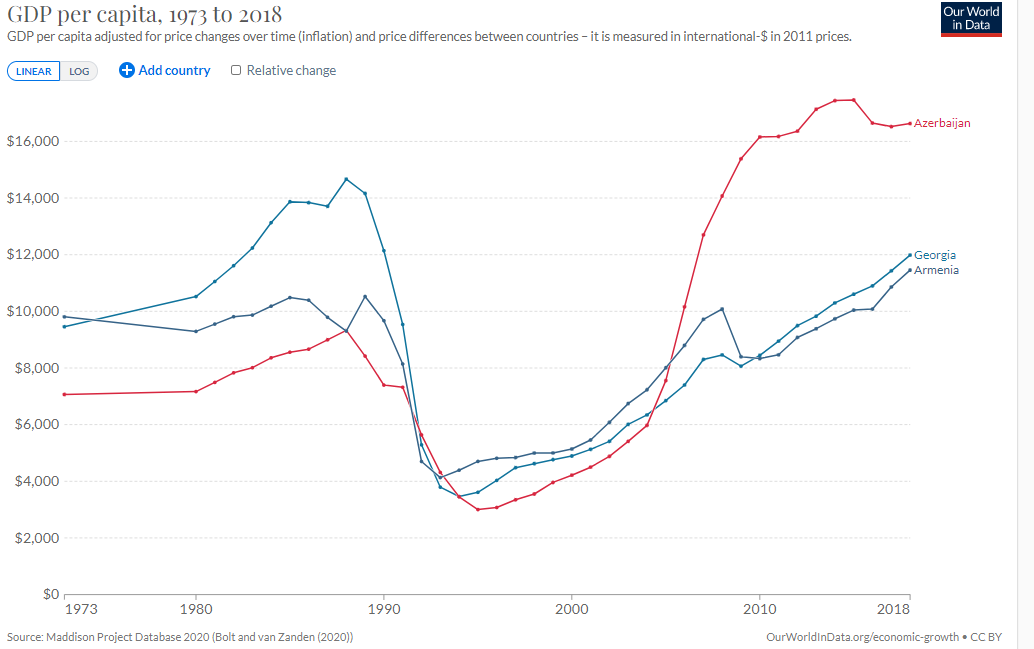
Évolution du PIB par habitant en Azerbaïdjan, en Arménie et en Géorgie.

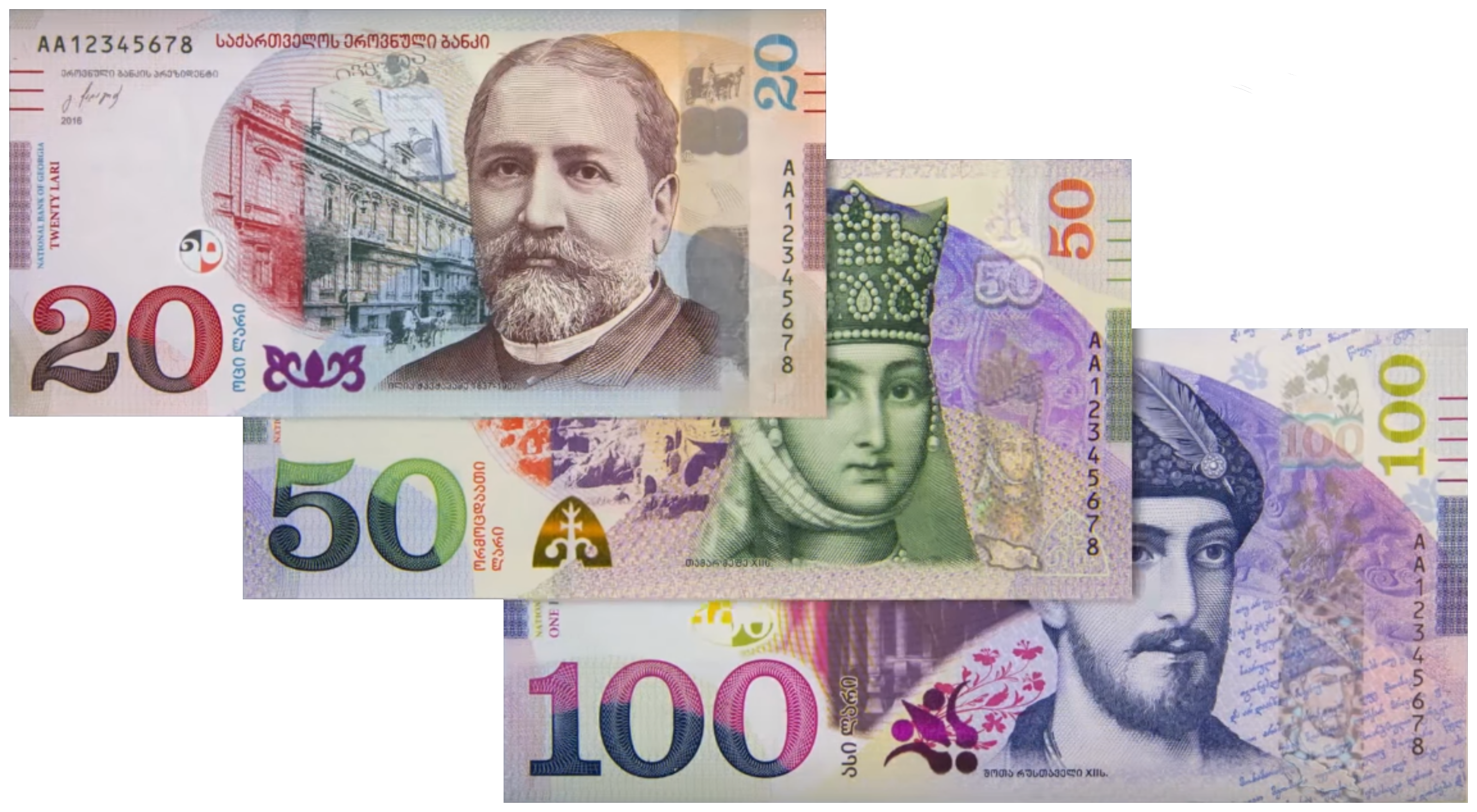
Billets de lari géorgien (₾) représentant Ilia Tchavtchavadzé, la reine Tamar et Chota Roustavéli.

La Géorgie a des ressources en cuivre, en manganèse et, plus limitées, en charbon. La production d'hydroélectricité est importante. La viticulture en Géorgie joue un rôle clé dans l'économie de ce pays. Son PIB par habitant est de 5 400 $ USD en 2011. En 2011, la Géorgie a exporté pour 2,189 milliards USD. Ses principaux produits exportés sont : des véhicules, des engrais, des noix, de la ferraille, de l'or et des minerais de cuivre. En 2011, elle a importé pour 7 058 milliards USD. Les principaux produits importés sont : des combustibles, des véhicules, de la machinerie, des grains et autres produits agricoles, ainsi que des produits pharmaceutiques. En 2024, la Georgie est classée en 57e position pour l'indice mondial de l'innovation.
En 2020, quelque 20 % des Géorgiens vivent encore sous le seuil de pauvreté (selon la Banque mondiale), les ouvriers et employés gagnent généralement moins de 800 laris (218 euros) et le taux de chômage approche les 20 %. Le très faible niveau de protection sociale expose les salariés à la perte de leur emploi du jour au lendemain sans compensation.

## Transports
Le transport en Géorgie est assuré par le rail, la route, la mer et l'avion. La longueur totale des routes en Géorgie, à l'exclusion des territoires discutés, est de 21 110 kilomètres et celle des voies ferrées de 1 576 km.

## Culture
La langue officielle de la Géorgie est le géorgien.
Le russe se trouve également très présent en raison de l'appartenance de la Géorgie à l'URSS jusqu'en 1991. Il fut obligatoire de l'école primaire au lycée durant la période soviétique ; au moins 50 % de la population du pays sait parler russe. Les rivalités entre les deux pays empêchent cependant d'obtenir des estimations fiables. De plus, la Géorgie souhaite se tourner vers l'Europe ; désormais les plus jeunes optent en grand nombre pour l'anglais, qui prend une importance grandissante.
La Géorgie est aussi membre de l'Organisation internationale de la francophonie, et le français figure en relativement bonne place, tout comme l'allemand. La Géorgie compte aussi d'importantes communautés arménienne et grecque qui n'ont cessé de pratiquer leurs langues d'origine.

### Musique
La musique géorgienne se caractérise par des polyphonies anciennes aux échelles particulières. Un riche instrumentarium ponctue par ailleurs les autres formes folkloriques.

### Écrivains
- Littérature géorgienne
- Titsian Tabidze

- Chota Roustavéli (1172-1216), auteur de la grande épopée géorgienne Le Chevalier à la peau de panthère
- Tchakhroukhadzé, auteur d'hymnes à la reine Tamar Ire regroupés sous le titre Tamariani
- Alexandre Abacheli (1884-1954)
- Zviad Gamsakhourdia
- Constantin Lordkipanidzé
- Vaja-Pchavela
- Galaktion Tabidze
- Ilia Tchavtchavadzé
- Akaki Tsereteli
- Iakob Tsurtaveli

### Artistes chorégraphiques
- Ethéry Pagava
- Nina Ananiashvili
- Vakhtang Chabukiani
- George Balanchine
- Mikhaïl Kalatozov
- Maia Makhateli

### Musiciens
- Vazha Azarashvili
- Elisso Virssaladze
- Liana Issakadze
- Marina Goglidze-Mdivani
- Guia Kantcheli
- Otar Taktakichvili
- Zakaria Paliachvili
- Sopho Nijaradze
- Khatia Buniatishvili
- Gvantsa Buniatishvili
- Katie Melua
- Lisa Batiashvili
- Trio Mandili
- Anita Rachvelishvili
- Nino Machaidze
- Beka Gochiashvili
- Eldrine
- Nutsa Buzaladze
- Iru Khechanovi
- Tamara Gatchetchiladze
- Diana Gurtskaya

### Comédiens Metteurs en scène
° Vassili (Vaso) Kushitachvili

### Cinéastes
- Tenguiz Abouladzé
- Vassil Amachoukéli
- Gela Babluani
- Nana Djordjadze
- Revaz Gabriadze
- Lana Gogoberidze
- Nutsa Gogoberidze
- Otar Iosseliani
- Mikhaïl Kalatozov
- George Ovashvili
- Akaki Popkhadze

## Sports
Le circuit automobile Roustavi se trouve à 20 km de Tbilissi. En 2011-2012, la piste est entièrement reconstruite conformément aux standards de catégorie 2 FIA et il devient le premier circuit professionnel construit dans la région de Transcaucasie.
La Géorgie a traditionnellement une grande culture sportive de la lutte. Le judo se développe également beaucoup et le rugby à XV donne lieu à de nombreux « exodes » de joueurs de haut niveau, en particulier vers la France. L'équipe nationale géorgienne participe régulièrement à la Coupe du monde de rugby à XV.

## Divers
- Population : 4 630 841 habitants (estimation de 2008). 0-14 ans : 16,3 % ; 15-64 ans : 67,1 %; + 65 ans : 16,6 %
- Espérance de vie des hommes : 67,5 ans en 2021[73]
- Espérance de vie des femmes : 75,4 ans en 2021[73]
- Taux de croissance de la population : −3,8 ‰ en 2021[74]
- Taux de natalité : 12,4 ‰ en 2021[75]
- Taux de mortalité : 16,2 ‰ en 2021[73]
- Taux de mortalité infantile : 9 ‰ en 2021[73]
- Taux de fécondité : 2,0 enfant par femme en 2021[75]
- Taux de migration : −7 ‰ en 2021[76]
- Lignes de téléphone : 36% de foyers sont équipés en 2018[77]
- Téléphones portables : 88% de la population âgée de plus de 6 ans possède un téléphone portable en 2022[78]
- Postes de radio : 5% de foyers sont équipés en 2018[77]
- Postes de télévision : 96% de foyers sont équipés en 2018[77]
- Accès à Internet : 88% des foyers ont un accès en 2022[78]
- Littoral : 310 km
- Extrémités d'altitude : 0 m > + 5 201 m
- Routes : 20 274 km (dont 7 973 km goudronnés) (en 2004)
- Voies ferrées : 1 612 km
- Voies navigables : 324 km[réf. nécessaire]
- Nombre d'aéroports : 23 (dont 19 avec des pistes goudronnées) (en 2007)[5].

### Statistiques
L'Office national des statistiques de Géorgie publie régulièrement des documents concernant la population et la démographie ; ils contiennent parfois des chiffres légèrement différents pour les mêmes rubriques :
- (en) GeoStats : « Number of Population as of January 1 », 30 avril 2015,
- (en) Geostats : « 2014 General Population Census», 24 avril 2016,
- (en + ka) GeoStats : « Demographic situation in Georgia », 2016, rapport proposant l'évolution de différents paramètres démographique,
- (en) GeoStats : « Population », 17 janvier 2017, réactualisé en ligne.